# تصميم السلاح النووي

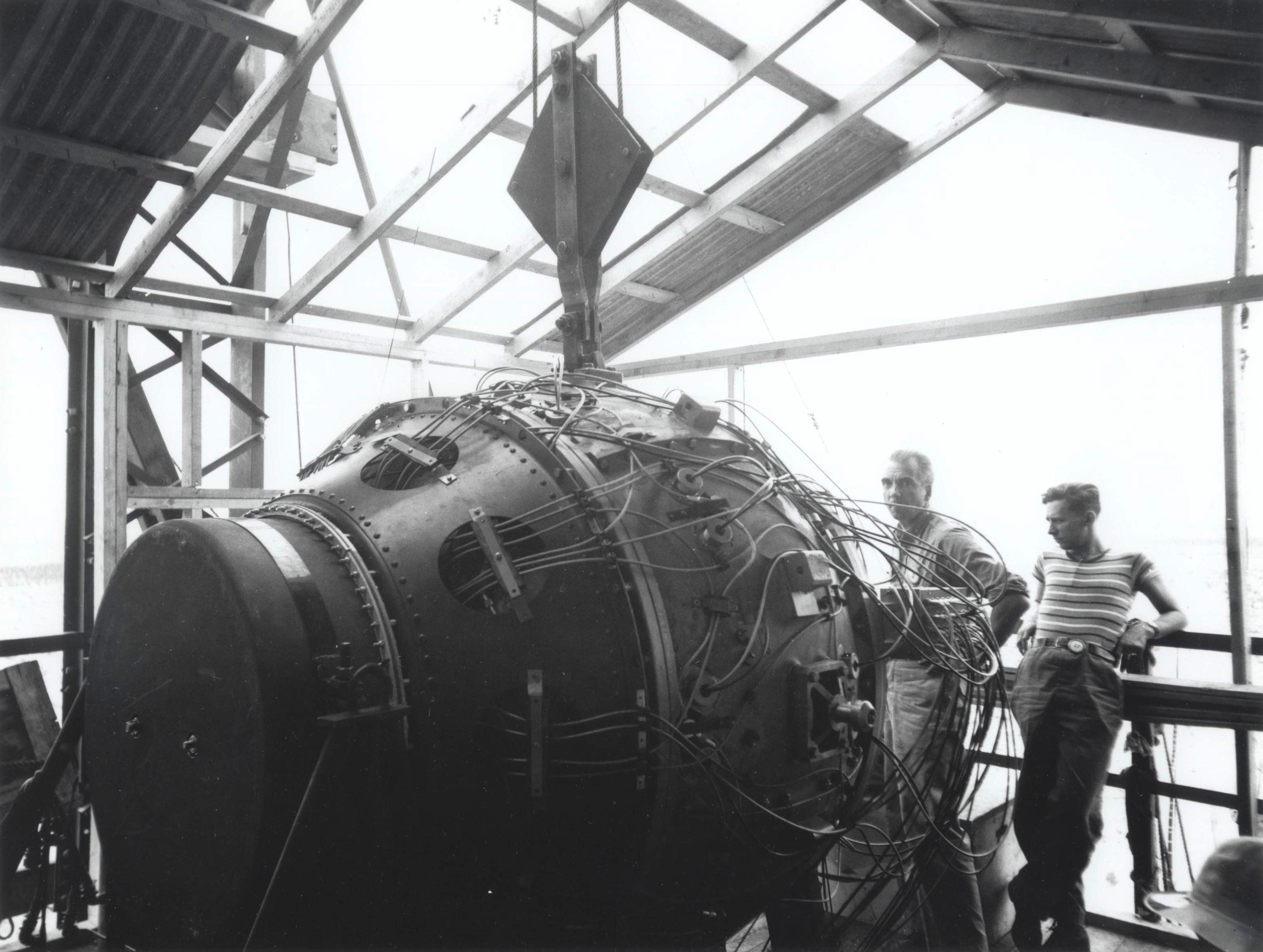
بالرغم من ضخامة وتعقيد الأسلحة النووية البدائية، فإنها وفرت القواعد الأساسية لتصميم القنابل النووية الاحقة. يظهر في الصورة الجهاز الأول الذي استعمل في أول اختبارات الإنفجارات النووية المسماة: ترينيتي.

تصميم السلاح النووي هو التنسيق الفيزيائي والكيميائي والهندسي والذي يتسبب في عملية تفجير المحتوى الفيزيائي  للقنبلة النووية. هناك اربع تصاميم رئيسية للاسلحة النووية. في كل التصاميم باستثناء التصميم الرابع فان الطاقة المتفجرة من الاجهزة الموزعة للقنابل النووية تٌستمد أساسا من الانشطار النووي وليس الاندماج.يتشكل اليورانيوم-235 قبل الانفجار لقطعتين من المفاعل دون الحرج الذي يُطلق أحداها لفوهة البندقية وينضم للقطعة الأخرى فيما بعد وبذلك يبدأ الانفجار النووي. خضع 1٪ من اليورانيوم للانشطار النووي بينما تناثر البقية منه دون جدوى وهي ما يمثل أغلب مردود وقت الحرب في المصانع الضخمة في مدينة أوك ريدج. عدم الكفاءة وعدم الفعاليه كان سببها السرعة التي تفك انضغاط انقسام اليورانيوم الممتد وتصبح تحت الحرجة بواسطه قوة تقليل الكثافة. على الرغم أنها غير فعاله، هذا التصميم، بسبب شكله ا، تم تكييفه للإستخدام في ذات القطر الصغير، القذائف المدفعية الإسطوانيه (بندقيه من نوع الرأس الحربي تطلق اشتعلت من البراميل التي لها بندقيه أكبر بكثير. هذه بعض الرؤؤس الحربية انتشرت تطورت بواسطة الولايات المتحدة حتى 1992. مع الاخذ في الاعتبار الجزء الهام ل U-235 في الترسانة محاسبة لأجل قسم مهم ل يو-235 في ترسانه. وكانت بعض الأسلحة الأولى المنتهيه بالتدريج لتستجيب مع معاهدة محدوده لأعداد من الرؤوس الحربية، الأساس المنطقي لهذا القرار كان لاشك فيه ضم انخفاض العائد وقضايا السلامة الخطيره المرتبطة مع تصميم البندقية.
السلاح انشطاري من نوع بندقية عبارة عن أحد أنواع الأسلحة النووية وبالتحديد من نوع الأسلحة النووية التجميعية وهذه النوعية من القنابل هي التي إسقاطها على مدينة هيروشيما وسميت القنبلة بقنبلة الولد الصغير. هذه النوعية من القنابل تعتمد على عملية الأنشطار النووي بالأضافة إلى فكرة قنابل الكتلة الحرجة. حيث يتم إطلاق رصاصة مصنوعة من اليورانيوم لايصال عنصر معين إلى مرحلة من التحمل حيث تستمر عمليات الأنشطار النووي حتى بدون تسليط نيوترونات خارجية عليه والتي تسمى بحالة الكتلة الفوق حرجة. أحد مساوئ هذه القنبلة هي انها تتطلب كميات كبيرة من اليورانيوم-235 ويتطلب بناء القنبلة وقتا كبيرا.
في قنبلة الولد الصغير كانت الطلقة المستخدمة لتحفيز الأنشطار النووي والوصول إلى مرحلة الكتلة فوق الحرجة عبارة عن 24 كغم من اليورانيوم-235 وكان طول الطلقة 16 سم وعرضها 10 سم واطلقت هذه الطلقة عبر برميل كان وزنه 450 كغم وطوله 180 سم وكانت سرعة الطلقة 300 متر في الثانية وعندما اصابت الطلقة هدفها المصنوع من اليورانيوم-235 أدى هذا إلى تحفيز سلسلة من عمليات الأنشطار النووي وبلغت قوة القنبلة 15 كيلوطن من مادة تي إن تي.

## الأنماط
- أسلحة الانشطار النووي التام: أول أسلحة نووية تم صنعها، وحتى الآن فهي النوع الوحيد الذي تم استخدامه في الحروب. المادة النشطة في هذا النوع هي اليورانيوم القابل للانشطار (يورانيوم ذو نسبة عالية من U-235) أو بلوتونيوم (Pu-239) يتم تجميعها لتشكل كتلة حرجة قابلة لبدء سلسلة تفاعلات تتم لحظيا بإحدى طريقتين:
  - تجميع السلاح: هي قطعة من مادة اليورانيوم الانشطاري تطلق على الهدف في نهاية ماسورة السلاح ؛ والهدف هو جزء آخر من اليورانيوم-235 . فهي تشبه إطلاق رصاصة من ماسورة البندقية لتلتقي مع الجزء الآخر عند نهاية الماسورة المغلقة، فيلتحم جزئي القنبلة وتتشكل سريعا كتله أكبر من الكتلة الحرجة فتنفجر.
  - الانبجار: كتلة المادة الانشطاريه (إما من U-235 -أو Pu-239 أو الاثنان سوية) . الكتلة الحرجة للمادة الانشطارية تكون مجزأة في شكل مخروطي سداسي ومنفصلة عن بعضها البعض في تشكيل كري ؛ ومحاطة بمواد شديدة الانفجار . التجزئة تمنع إنفجار القنبلة فهي لا تشكل الكتلة الحرجة للانفجار . وليتم الإنفجار تـُفجر أولا المادة المتفجرة حول مخروطات المادة الانشطارية فتتجمع الكتلة الحرجة في المركز وتنفجر (أنظر أسفله) .

طريقة الانبجار تكون باستخدام اليورانيوم أو الپلوتونيوم كمصدر الوقود؛ في البنادق يستخدم اليورانيوم عادة لان الپلوتونيوم يعتبر غير عملي وذلك بسبب تفعيل الزناد المبكر بسبب تلوث Pu-240 بالإضافة إلى أن الوقت الضروري لإجراء عملية الانشطار أقصر من الموجود في U-235.
- الأسلحة الانشطارية المعززة تقوم بتحسين تصميم الانفجار الداخلي. فالضغط العالي ودرجة حرارة البيئة في مركز انفجار الأسلحة الانشطارية تقوم بضغط ورفع درجة حرارة خليط غازات التريتيوم والديوتيريوم (نظائر ثقيلة للهيدروجين). يندمج الهيدروجين ليشكل الهيليوم ونترونات حرة. تكون الطاقة المنبعثة من هذا التفاعل الاندماجي ضئيلة نسبياً، ولكن يبدأ كل نيوترون منبعث سلسلة تفاعلات انشطارية جديدة، حيث تقوم بتسريع الانشطار وتخفيض كمية المواد الانشطارية بشكل كبير والتي لولاها ستكون مبددة عندما يوقف تمدد المواد الانشطارية سلسلة التفاعلات. التعزيز ممكن أن يكون أكثر من ضعف الطاقة المنبعثة من السلاح الانشطاري.
- "" القنبلة الهيدروجينية "" هي في الأساس ترتيبات من "مرحلتين" أو أكثر ، غالبًا من مرحلتين. عادةً ما تكون المرحلة الأولى عبارة عن سلاح انشطاري معزز كما هو مذكور أعلاه (باستثناء الأسلحة النووية الحرارية الأولى ، التي استخدمت سلاحًا انشطاريًا خالصًا بدلاً من ذلك). يؤدي تفجيره إلى تألقه بشكل مكثف بالإشعاع السيني ، الذي يضيء وينهار على المرحلة الثانية المليئة بكمية كبيرة من وقود الاندماج (الهيدروجين). هذا يحرك سلسلة من الأحداث التي تؤدي إلى تفاعل نووي حراري أو اندماج. توفر هذه العملية نتائج قد تصل إلى مئات المرات من تلك التي تنتجها أسلحة الانشطار.[2]

- الأسلحة النووية الإندماجية هي التي لم تُخترع بعد، إلا أنه من المُعتقد أنها قد تنتج كميات أقل بكثير من الانبعاثات النووية والمواد المشعه مقارنة بالأسلحة الحالية، بالإضافة لإطلاقها كميات ضخمه من النيوترونات.

تم صنع أولى أنواع الأسلحة النووية الاندماجية تاريخياً في الولايات المتحدة. حيث تمتلك الدول الصناعية الكبرى ذات الترسانات النووية المتطورة أسلحة نووية من مرحلتين، والتي تُعد الخيار الأكثر فعالية وتمتاز بالحجم والشكل المدمج والقابل للتطوير وذات تكلفة مادية أقل، حيث لا تحتاج إلا لبنية تحتية قوية فقط في المنشات الصناعية ولمرة واحدة فقط.
ظهرت أغلب ابتكارات الاسلحة النووية من الولايات المتحدة الأمريكية، بالرغم من تطوير تصاميم أخرى من قبل دول غيرها لاحقاً. [3] ويميز الوصف التالي التصاميم الأمريكية كانت تسمى الأسلحة الانشطارية في تقرير صحفي في وقت مبكر بالقنبلة الذرية ، ويكمن الخطأ في التسمية من نشاط طاقة الذرة نفسها. تسمى الاسلحة المشمولة في عملية الاندماج بالقنبلة الهيدروجينية وهناك سبب آخر للخطأ في التسمية وهو الاعتقاد بالقوة التدميرية لطاقة القنبلة نظراً لعملية الاندماج. يفضل العاملون في هذا المجال استخدام مصطلحات مثل النووية والنووية الحرارية على التوالي.
يعود مصطلح النووية الحرارية إلى الطاقة الحرارية العالية المطلوب استخدامها لبدء عملية الانصهار أو الاندماج.والتي تتجاهل عامل مهم وهو الضغط والذي كان سراً في ذلك الوقت وبقي هذا المصطلح حتى وقتنا الحاضر. ولا تصف مصطلحات عديدة مستخدمة في مجال الأسلحة النووية بشكل دقيق بسبب اصل العملية وتصنيفات بيئة حدوث العملية داخل القنبلة.

## تفاعلات النووية
يقسم الانشطار النووي الذرات الأثقل إلى ذرات أخف ، فمثلا تنشطر نواة اليورانيوم-235 عند امتصاصها نيوترونا إلى نصفين متساويين تقريبا . ويربط الاندماج النووي الذرات الأخف مع بعضها لتكوين ذرات أثقل ؛ مثل التحام نواتي تريتيوم لتكوين نواة هيليوم-4. ويعطينا كلا من التفاعلين طاقة اقوي مليون مرة من التفاعلات الكيميائية لما يشابه تلك المواد ، تكون الانفجارات النووية أقوى مليون مرة مقارنة بالانفجارات غير النووية، التي طالبت ببراءة اختراع فرنسية في مايو 1939 م.
في بعض الطرق، تكون تفاعلات الانشطار والالتحام متكاملة ومتعاكسة، مع خصائص فريدة في كل منهما. لنفهم كيفية تصميم السلاح النووي، من المفيد ان نفهم آلية التشابه والاختلاف بين الانشطار والالتحام. الشرح التالي يستخدم ارقاما تقريبية.

### الانشطار النووي
عندما يصدم نيوترون حر نواة ذرة انشطارية مثل اليورانيوم-235 (235-U)، ينشق اليورانيوم إلى ذرتين أصغر تسمى شظايا الانشطار، بالإضافة إلى تحرير 2 إلى 3 من النيوترونات . الانشطار يمكن أن يكون مكتفي ذاتيًا أنه ينتج نيوترونات أكثر من السرعة اللازمة لحدوث انشطارات جديدة.
نواة ال يو-235 يمكن أن تنشطر بعشرات الطرق بشرط أن يكون مجموع الأعداد الذرية للمواد المنشطرة 92 ومجموع الكتل الذرية إلى 236 (اليورانيوم-235 بالإضافة إلى النيوترون الإضافي)، المعادلة التالية تبين واحدة من الانقسامات الممكنة (السترونتيوم-95 (95Sr)، زينون-139 (139Xe)، واثنين من النيوترونات (N)، بالإضافة إلى طاقة) ، طبقا للمعادلة:
{\displaystyle \ {}^{235}\mathrm {U} +n\longrightarrow {}^{95}\mathrm {Sr} +{}^{139}\mathrm {Xe} +2n+180\ \mathrm {MeV} }
النيوترونان الناتجان خلال التفاعل يمكهما أن يقوما بإنشطارات أخرى.
التحرير الفوري للطاقة لكل نواة حوالي 180 مليون إلكترون فولت (MeV)، أي 74 تيرا جول / كجم. فقط ٪7 من هذا يكون أشعة جاما و الطاقة الحركية من نيوترونات الانشطار. ال 93٪ المتبقية تكون طاقة حركية (أو طاقة الحركة) لشظايا الانشطار المشحونة، تتطاير بعيدا عن بعضها البعض وتتنافر من بعضها البعض من الشحنة الموجبة لبروتوناتها (38 للسترونتيوم، 54 للزينون). هذه الطاقة الحركية البدائية تكوّن 67 تيرا جول / كجم، تعطي سرعة بدائية تساوي حوالي 12,000 كيلومتر في الثانية. الشحنة الكهربائية العالية للشظايا المشحونة تسبب الكثير من التصادمات غير المرنة مع الأنوية القريبة، وتبقى هذه الشظايا محصورة داخل حفرة قنبلة اليورانيوم وتتشتت؟ وتدك؟ وتحفر؟ حتى يتم تحويل حركتها إلى حرارة. هذا يستغرق 1 جزء من المليون من الثانية (مايكرو ثانية)، وهو الزمن الذي يتوسع به المركز والمحفذ في القنبلة حتى يصل قطر البلازما (الجسيمات النووية المتأية ) إلى عدة أمتار مع درجة حرارة عشرات الملايين من الدرجات.
ودرجة السخونة هذه تصل إلى مرحلة كافية لتنبعث أشعة الجسم الأسود (أشعة كهرومغناطيسية تحوي جميع أطوال الموجات الممكنة بما فيها الضوء المرئي وأشعة إكس) في الطيف الإشعاعي للأشعة السينية (أشعة اكس). هذه الأشعة السينية تُمتص بواسطة الهواء المحيط، فينتج الشعلة والصوت العالي للانفجار النووي. معظم المنتجات الناتجة من الانشطار النووي تحتوي على العديد من النيوترونات فلا تكون مستقرة، فتكون مشعة بواسطة اضمحلال بيتا ؛ حيث تتحول نيوترونات إلى بروتونات بواسطة اضمحلال بيتا إلى (إلكترونات) وأشعة غاما. مدى عمر النصف لنواتج الانشطار يتراوح من جزء من ألف من الثانية إلى حوالي 200,0000 سنة حسب أنواعها. العديد يتحلل إلى نظائر تكون مشعة بنفسها، إذا من 1 إلى 6 تحللات (بمتوسط 3) تحللات قد تستغرق حتى الوصول إلى الاستقرار. في المفاعلات النووية، المنتجات المشعة تكوّن الفضلات النووية في الوقود المستهلك. أما في انفجار القنابل فهي تؤدي إلى إنتشار ذري مشع، سواء على المستوى المحلي أو الواسع العالمي - حيث تلعب الرياح دورها في انتشارها لمسافات بعيدة.
في غضون ذلك، في داخل القنبلة المتفجرة تحمل النيوترونات المنطلقة من الانشطار تقريبا 3٪ من طاقة الانشطار الأولي. الطاقة الحركية للنيوترون تزيد من طاقة انفجار القنبلة لكنها ليست بفعالية الطاقة التي تصحبها الشظايا المشحونة، لأن تباطؤ النيوترونات لا يتم بشكل سريع. أهم تأثير لانشطار النيوترونات على قوة القنبلة هو التسبب في انشطارات أخرى (تفاعل متسلسل) . ينبعث من قلب القنبلة أكثر من نصف النيوترونات، والباقي يضرب الأنوية U-235 القريبة ويتسبب في انشطارها أضعاف مضاعفة بسلسلة متزايدة ( 2، 4، 8، 16، الخ). بدءا من واحد، عدد الانشطار نظرياً يمكن أن يتضاعف مئة مرة في جزء من مليون من الثانية، مما قد يؤدي إلى استهلاك كل اليورانيوم-235 أو البلوتونيوم-239 بنسبة كبيرة من الموجود في السلسلة. عملياً، القنابل لا تحتوي على هكذا مقدار من اليورانيوم أو البلوتونيوم، وعادة (في سلاح حديث) نحو 2 إلى 2.50 كيلوغرام من البلوتونيوم تمثل 40الى 50 كيلوطن من الطاقة، تخضع للانشطار قبل أن تفجر النواة نفسها إلى أجزاء.
تركيب قنبلة انفجارية لحظيا هو أعظم تحدي في تصميم سلاح الانشطار. حرارة الانشطار توسع التجويف المحتوي على اليورانيوم-235 بسرعة فتفصل هدف النواة وتشكل مساحة للنيوترونات لتنبعث بدون أن تشترك في التفاعل . فتتوقف سلسلة التفاعل.
المواد التي يمكن أن تحمل سلسلة من التفاعل النووي تسمى مواد انشطارية. اثنان من المواد الانشطارية المستخدمة في الأسلحة النووية هما:اليورانيوم U-235 ويعرف أيضاً باليورانيوم عالي التخصيب (HEU)، أورالي (Oy) سبائك أوك ريدج. أو 25 (آخر عدد من الإعداد الذرية، وهو 92 لليورانيوم والوزن الذري هنا 235، أي يورانيوم-235)؛ و Pu-239، ويعرف أيضاً بالبلوتونيوم-239 ، أو 49 (من العدد الذري 94 والكتلة الذرية 239).
نظير اليورانيوم الأكثر شيوعا، اليورانيوم إحدى النظائر المشعة الأكثر انتشارا. U-238، ليس انشطاري (بمعنى أنه غير قادر على حمل سلسلة تفاعلات بنفسه ولكن يستطيع الانقسام عند امتصاصه النيترونات السريعة.) أسمائه المستعاره تضمن اليورانيوم الطبيعي أو اليوارانيوم الغير مخصب، اليورانيوم المستنفذ . سبائك الأنبوب غير قادرة على حمل التفاعل التسلسلي ، لأن سرعات النيوترونات ليس بالقوة الكافية لانشطار U-238. النيترونات السريعة هي مصدر لانشطار U-238.

### اندماج النوى الذرية
الاندماج النووي ينتج النيوتيرونات التي تحمل طاقة من خلال تفاعلها فاغلب تفاعلات الاندماج في الأسلحة تسمى بتفاعل D-T ؛ وتستخدم فيها الحرارة وضغط الانشطار النووي مع هيدروجين-2 (أو الديوتريوم D2). تندمج مع هيدروجين-3 ( أو المسمى تريتيوم ) فينتجا الهيليوم-4 ونيوتيرون وطاقة.تاثيره  على الكائنات الحية  ،يسبب الأمراض السرطانية  وكمان توثر على حياة الكائنات الحية  وهذه القنبلة التي تسمى السلاح النووي  التى ترمى في مكان  
بعيدعن دولة التي ترمى مثل كوريا الشمالية التى عندما يكبس الزر تسمى الزر النهاية
مجموع الطاقة التي تنتج هو 17.6 ميجا إلكترون فولت، وهو عشر الانشطار لكن كثافة المكونات بنسبة واحد إلى خمسين، لذلك فالطاقة الناتجة لكل وحدة كتلية تكون أكبر. هي أعظم. في تفاعلات الانشطار 80 بالمائة من الطاقة وهو ما يعادل 14 ميجا إلكترون فولت تكون لحركة النيوتيرون الذي لا يحمل شحنة إلكترونية وتكون له حرية خروجه من موقعه مع استمرار احتفاظه بطاقته فيساعد على استمرار التفاعل أو إنتاج الاشعة السينية التي تتسبب في انفجارات وحرائق.
الطريقة العلمية الوحيدة للاستفادة من معظم طاقة الانشطار هي بحصر النيوترون داخل زجاجة سميكة من المواد الثقيلة مثل: الرصاص، أو اليورانيوم أو البلوتونيوم. فإذا حصرنا 14 ميجا فولت نيترون بمادة اليورانيوم (أما نوع:235 أو 238) أو بمادة البلوتونيوم، النتيجة التي سوف تظهر لنا هو انشطار وإطلاق طاقة قدرها 180 ميجا فولت من طاقة الانشطار، أي إنتاج طاقة بعشرة أضعاف الطاقة الداخلة.

### إنتاج التريتيوم
ثالث الأشياء المهمة في التفاعل النووي هو حين يتم إطلاق التريتيوم الضروري لنوع من الانصهار في الأسلحة. يصنع التريتيوم ، أو هيدروجين-3 (يحتوي على بروتون و 2 نيوترونات) ، عن طريق قذف عنصر الليثيوم-6 بالنيوترونات (n). هذه العملية تؤدي إلى انشطار نواة الليثيوم فينتج عنصرا الهيليوم-4 والتريتيوم-3 إضافة إلى الطاقة 5 مليون إلكترون فولت:
{\displaystyle \ ^{6}\mathrm {Li} +n\longrightarrow ^{4}\!\!\mathrm {He} +^{3}\!\mathrm {T} +5\ \mathrm {MeV} }
وجود المفاعل النووي أمر ضروري لتوفير النيوترونات إذا أريد توفير التريتيوم قبل استخدام السلاح، لكن قد تستعمل في مراحل مراحلة مبكرة من تفاعلات الانصهار لانشطار الليثيوم-6 (مثلا على شكل ديوتيريد الليثيوم) وتكوين التريتيوم لاستخدامات مخصصة. هذه الطريقة تساعد على استخدام كميات أقل من التريتيوم المستخدم في السلاح: يتم إنشاء التريتيوم عندما يتم التفجير.\ المقياس الصناعي لتحويل الليثيوم 6 إلى تريتيوم مشابه جدًا لطريقة تحويل عنصر اليورانيوم 238 إلى بلوتينيوم 239. في كلا الحالتين المواد المزودة (أو المُنتِجة) يتم وضعها داخل المفاعل النووي وإزالتها بعد تحويلها بعد فترة من الزمن.
انشطار ذرة واحدة من البلوتونيوم يطلق طاقة أكبر بعشر مرات من الطاقة الكلية لانشطار ذرة واحدة من التريتيوم. لهذا السبب، يتم تضمين التريتيوم في مكونات الأسلحة النووية عندما تتسبب في انشطار أكبر من تضحيات إنتاجها، وتحديداً في حالة الانشطار المعزز بالانصهار. هناك أربعة أنواع رئيسية للأسلحة النووية، أولها الانشطار النقي ويستخدم التفاعل النووي الأول من الثلاث التفاعلات النووية المذكورة سابقاً. النوع الثاني هو الانشطار المعزز بالانصهار ويستخدم أول تفاعلين.النوع الثالث هو الانشطار النووي الحراري ذو مرحلتين ويستخدم جميع التفاعلات الثلاثة.

## أسلحة الانشطار النقي
المهمة الأولى لتصميم سلاح نووي هي تجميع كتلة فوق الحرجة بسرعة من انشطار اليورانيوم والبلوتونيوم. الكتلة فوق الحرجة هي نسبة النيترون الناتجة من الانشطار والتي تلتقطها نواة انشطارية أخرى كبيرة بما في الكفاية لجعل كل حالة انشطار تتسبب في أكثر من حالة انشطار أخرى.
عندما يتم تجميع الكتلة الحرجة وفي تواجد الكثافة القصوى، يتم ضخ موجة عالية من النيوترونات لتوليد أكبر عدد ممكن من سلاسل التفاعلات. الأسلحة الأولية استخدمت «مولد نيوترونات» (بالإنجليزية: urchin) داخل التجويف الذي يحتوي كلاً من البولونيوم-210 والبريليوم يفصل بينهما حاجز رقيق. انهيار التجويف يسحق «مولد النيوترونات» والحاجز داخله مما يؤدي إلى مزج المعدنين ببعضهما، مما يسمح لجزيئات ألفا من البولونيوم أن تتفاعل مع البريليوم وتنتج نيوترونات حرة. في الأسلحة الحديثة، مولد النيوترونات هو عبارة عن أنبوب فراغ عالي الجهد «طاقة كهربائية» يحتوي على مسرع جزيئات، والذي يسمح لأيونات الديوتيريوم والتريتيوم بالتصادم مع لوح معدني من هيدرايد الديوتيريوم والتريتيوم. الاندماج النووي المصغر الحاصل ينتج نيوترونات في مكان محمي خارج الحزمة الفيزيائية ومن هناك لتخترق التجويف. هذه الطريقة تضمن تحكم أفضل في توقيت بداية سلسلة التفاعلات.
الكتلة الحرجة لمجال غير مضغوط لمعدن خام هو 110 رطل (50 كجم) لليورانيوم-235 و 35 رطل (16كجم) للبلوتونيوم-239 ثلاثي الطور. في التطبيقات العملية، كمية المواد المطلوبة للحرجية يتم تعديلها بالشكل والنقاء والكثافة والقرب من المواد عاكسة النيترون، كلها تؤثر على هروب أو امتصاص النيوترونات.
يجب أن تكون المواد الانشطارية في السلاح دون الحرجية قبل التفجير لكي تمنع تفاعل السلسلة خلال المعالجة. وربما تحتوي على مكون واحد أو أكثر والتي تحتوي على أقل من واحد لكل كتلة حرجة غير مضغوطة. الصدفة الفارغة الرقيقة يمكنها أن تحمل كتلة حرجة أكثر من مجال عار، أو مثل إمكانية أسطوانة بإمكانها افتراضياً أن تطول بدون أن تصل للمرحلة الحرجة. العاكس هو طبقة اختيارية من المادة الكثيفة المحيطة بالمادة الانشطارية ، مثل كربيد التنجستن كعاكس . بسبب الجمود، تؤخر التمدد في المادة المتفاعلة، مما يزيد فاعلية السلاح. عادة نفس الطبقة تخدم كلاهما كلاصق أو عاكس للنيوترونات.

### قنابل الكتلة الحرجة

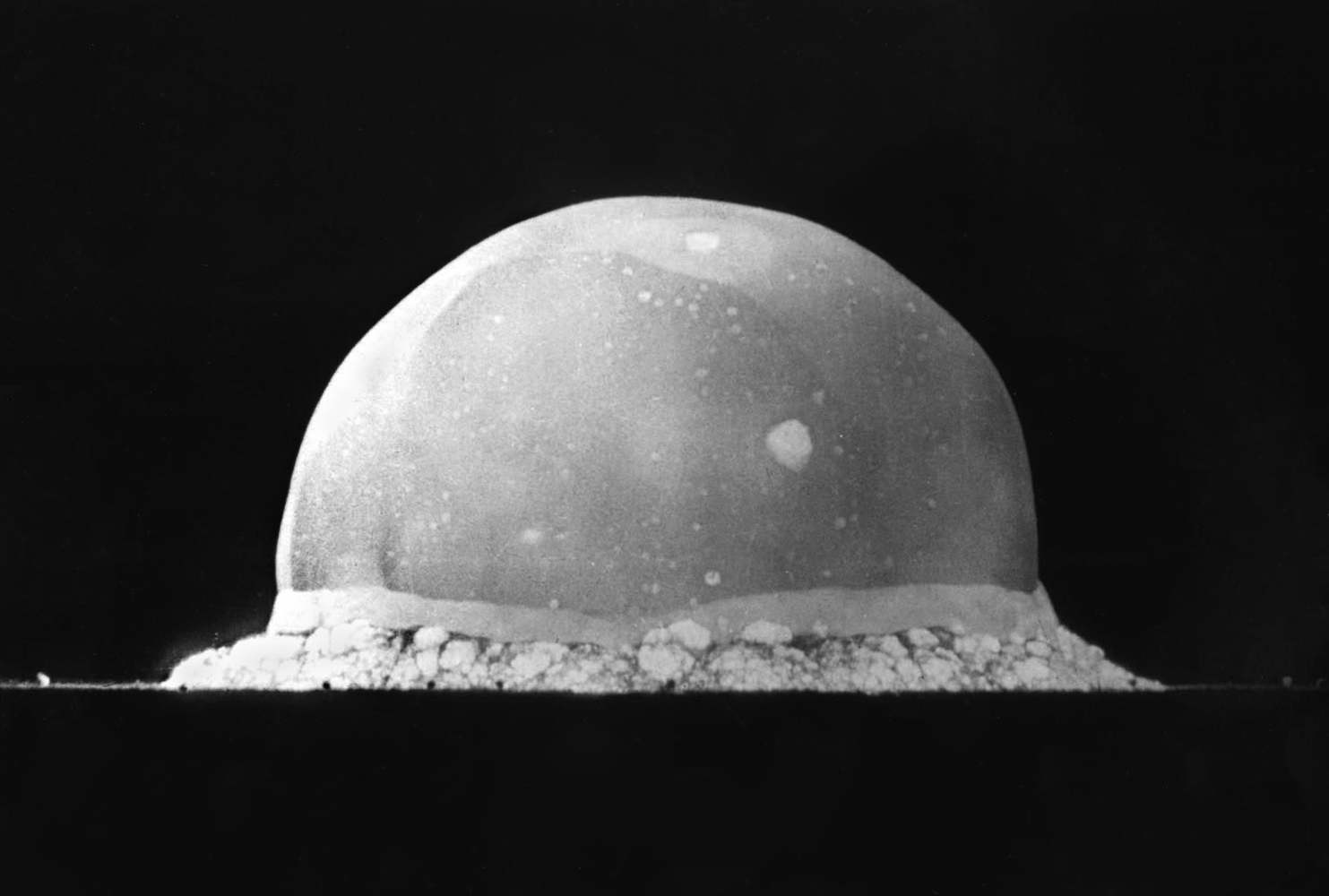
أول تجربة تفجير نووي Trinity-Test, 16 ملي ثانيةبعد التفجير
200 على علو نحو 200 متر وقطر 300 متر.

قنابل الكتلة الحرجة عبارة عن نوع من الأسلحة النووية وبالتحديد يعتبر من أنواع الأسلحة النووية الأنشطارية ويعود فكرة اختراعها إلى عالم في الفيزياء من إيطاليا اسمه أنريكو فيرمي Enrico Fermi والذي حاز على جائزة نوبل في الفيزياء عام 1938 وقد غادر فيرمي إيطاليا بعد صعود الفاشية على سدة الحكم في إيطاليا واستقر في نيويورك في الولايات المتحدة إلى ان توفى فيها عام 1954.
لتوضيح مفهوم كتلة حرجةالكتلة الحرجة تصور ان هناك كرة بحجم قبضة اليد مصنوع من مادة يورانيوم-235، بعد تحفيز اولي لعملية الأنشطار النووي بواسطة تسليط حزمة من النيوترون على الكرة سيتولد 2.5 نيترون جراء هذا الأنشطار الأول لنواة ذرة يورانيوم-235 وهذا يكون كافيا لبدأ انشطار ثاني في كل الأجزاء المتكونة من الأنشطار الأول وأثناء هذه السلسلة المتعاقبة من الأنشطارات في نواة الذرات يفقد الكثير من النيوترونات المتكونة إلى سطح الشكل الكروي ولكن كمية النيوترونات المتكونة في الداخل كافية لادامة عمليات الأنشطار وهنا يأتي دور الكتلة الحرجة التي يمكن تعريفها بالحد الأدنى من كتلة مادة معينة كافية لتحمل سلسلات متعاقبة من الأنشطارات.
إذا كان العنصر المستخدم في عملية الأنشطار النووي ذو كتلة يتطلب تسليطا مستمرا بالنيوترونات لتحفيز الأنشطار الأولي للنواة فان هذه الكتلة تسمى الكتلة دون الحرجة.
إذا كان العنصر المستخدم في عملية الأنشطار النووي ذو كتلة قادرة على تحمل سلسلات متعاقبة من الأنشطار النووي حتى بدون أي تحفيز خارجي بواسطة تسليط نيوترونات خارجية فيطلق على هذه الحالة الكتلة الفوق حرجة. وهذه الكتلة الفوق حرجة إذا تم استعمالها كقنبلة نووية فيجب أن يتم تجميعها بسرعة لان سلسلة الأنشطارات المتعاقبة سوف تستغرق مجرد ثواني وستكون الطاقة الحركية الناتجة من الضخامة مما يؤدي إلى انفجار القنبلة بسرعة فائقة.
يعتبر 15 غم من اليورانيوم-235 أو 10 غم من البلوتونيوم-239 في حالة كونهما بشكل كروي ومحاطين بمصدر يسلط عليهما النيوترونات كتلة كافية للوصول إلى مرحلة الكتلة الحرجة. للكتلة الحرجة تناسب عكسي مع كثافة العنصر وتعتمد على شكل العنصر المستخدم ونقاءه وطول فترة تسليط النيوترونات عليه.

### الأسلحة النووية التجميعية
الأسلحة النووية التجميعية هي أحد أنواع الأسلحة النووية التي تتم صناعتها بخطوتين، تكمن فكرة هذا النوع من السلاح في خلق مايسمى الكتلة الفوق حرجة ويتم هذا بدمج كتلتين تعتباران ذو كتلة دون الحرجة ولغرض عملية الدمج هذه يسلط ضغط هائل على الكتلتين لدمجهما في كتلة واحدة تعتبر فوق الحرجة وينشأ من عملية الدمج هذه كميات هائلة من الطاقة الحركية.
المقصود بمصطلح الكتلة الحرجة لعنصر معين هو الحد الأدنى من كتلة مادة معينة كافية لتحمل سلسلات متعاقبة من الأنشطارات. إذا كان العنصر المستخدم في عملية الأنشطار النووي ذو كتلة يتطلب تسليطا مستمرا بالنيوترونات لتحفيز الأنشطار الأولي للنواة فان هذه الكتلة تسمى الكتلة دون الحرجة. إذا كان العنصر المستخدم في عملية الأنشطار النووي ذو كتلة قادرة على تحمل سلسلات متعاقبة من الأنشطار النووي حتى بدون أي تحفيز خارجي بواسطة تسليط نيوترونات خارجية فيطلق على هذه الحالة الكتلة الفوق حرجة حيث يستعمل العنصر في هذه الحالة الطاقة المتولدة من الأنشطارات السابقة لتحفيز الأنشطارات اللاحقة.
بعد استكمال مرحلة الكتلة فوق الحرجة تاتي الخطوة الثانية وهي اشعال الفتيلة التي اما تكون على شكل تصويب طلقة من اليورانيوم كما هو الحال في القنابل ذو الأنشطار على شكل بندقية أو تفجير قنبلة تقليدة في وسط المادة ذو الكتلة فوق الحرجة كما هو الحال في قنابل الانشطار ذات الانضغاط الداخلي

#### قنابل ذات انشطار مصوب

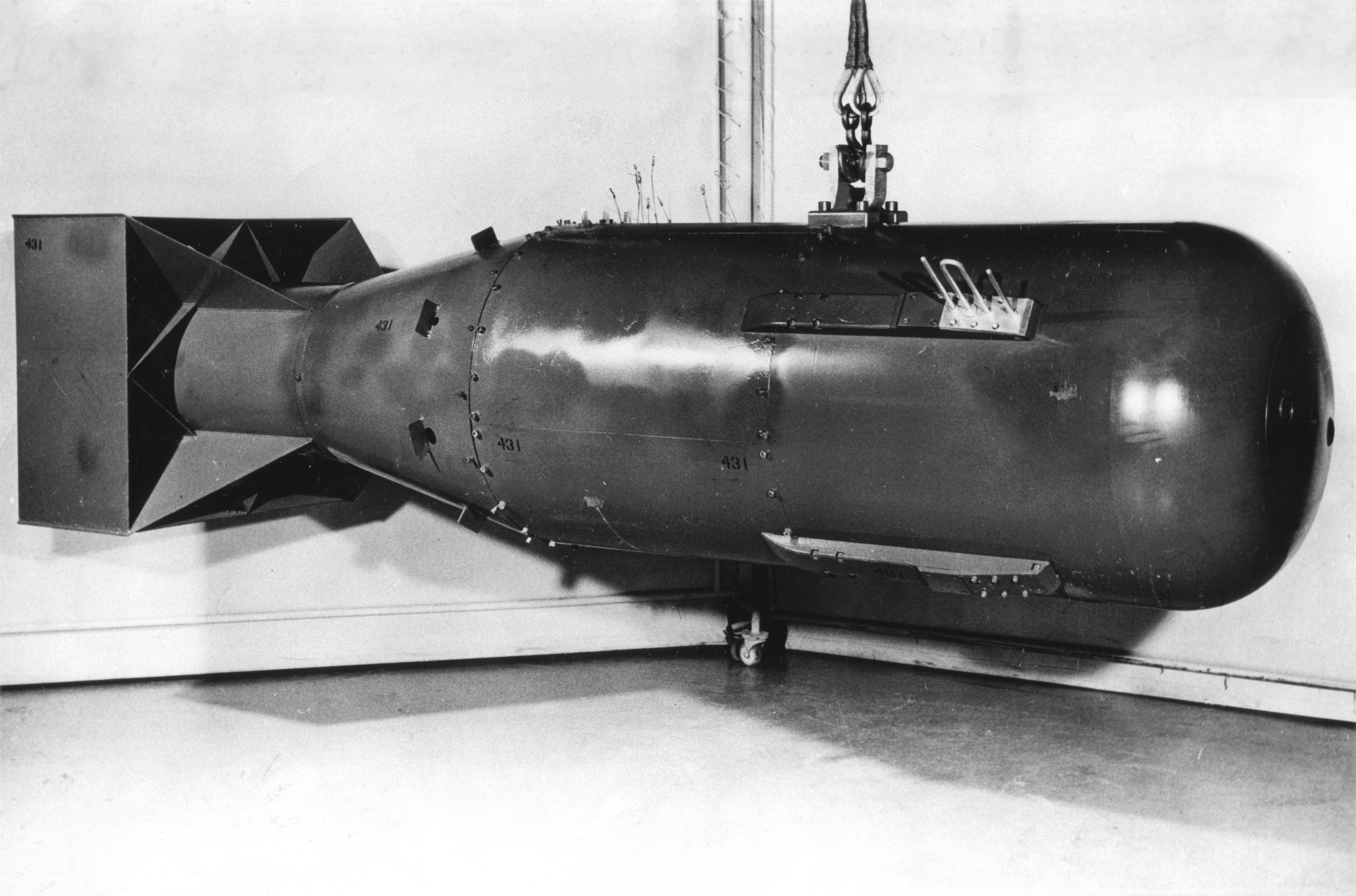
قنبلة الولد الصغير

القنابل ذو الأنشطار المصوب عبارة عن أحد أنواع الأسلحة النووية وبالتحديد من نوع الأسلحة النووية التجميعية وهذه النوعية من القنابل هي التي إسقاطها على مدينة هيروشيما وسميت القنبلة بقنبلة الولد الصغير. هذه النوعية من القنابل تعتمد على عملية الأنشطار النووي بالأضافة إلى فكرة قنابل الكتلة الحرجة. حيث يتم إطلاق رصاصة مصنوعة من اليورانيوم لايصال عنصر معين إلى مرحلة من التحمل حيث تستمر عمليات الأنشطار النووي حتى بدون تسليط نيوترونات خارجية عليه والتي تسمى بحالة الكتلة الفوق حرجة. أحد مساوئ هذه القنبلة هي انها تتطلب كميات كبيرة من اليورانيوم-235 ويتطلب بناء القنبلة وقتا كبيرا.
في قنبلة الولد الصغير كانت الطلقة المستخدمة لتحفيز الأنشطار النووي والوصول إلى مرحلة الكتلة فوق الحرجة عبارة عن 24 كغم من اليورانيوم-235 وكان طول الطلقة 16 سم وعرضها 10 سم واطلقت هذه الطلقة عبر برميل كان وزنه 450 كغم وطوله 180 سم وكانت سرعة الطلقة 300 متر في الثانية وعندما اصابت الطلقة هدفها المصنوع من اليورانيوم-235 أدى هذا إلى تحفيز سلسلة من عمليات الأنشطار النووي وبلغت قوة القنبلة 15 كيلوطن من مادة تي إن تي.

### أسلحة مشابهة لتجميع البندقية

رسم لسلاح نووي مشابه لتجميع البندقية

استخدمت قنبلة هيروشيما الولد الصغير 141 رطل (64 كيلوغرام) من اليورانيوم بمعدل تخصيب ما يقارب 80% أو 112 رطل (51 كيلوغرام) من يورانيوم-235 تقريباً مثل كتلة المعدن الخام. عندما تم تجميعها داخل العاكس المصنوع من كربيد التنجستن كانت كتلة اليورانيوم 141 رطل (64 كيلوغرام) أكثر من ضِعف الكتلة الحرجة. يتشكل اليورانيوم-235 قبل الانفجار لقطعتين من المفاعل دون الحرج الذي يُطلق أحداها لفوهة البندقية وينضم للقطعة الأخرى فيما بعد وبذلك يبدأ الانفجار النووي. خضع 1٪ من اليورانيوم للانشطار النووي بينما تناثر البقية منه دون جدوى وهي ما يمثل أغلب مردود وقت الحرب في المصانع الضخمة في مدينة أوك ريدج. عدم الكفاءة وعدم الفعاليه كان سببها السرعة التي تفك انضغاط انقسام اليورانيوم الممتد وتصبح تحت الحرجة بواسطه قوة تقليل الكثافة. على الرغم أنها غير فعاله، هذا التصميم، بسبب شكله ا، تم تكييفه للإستخدام في ذات القطر الصغير، القذائف المدفعية الإسطوانيه (بندقيه من نوع الرأس الحربي تطلق اشتعلت من البراميل التي لها بندقيه أكبر بكثير. هذه بعض الرؤؤس الحربية انتشرت تطورت بواسطة الولايات المتحدة حتى 1992. مع الاخذ في الاعتبار الجزء الهام ل U-235 في الترسانة محاسبة لأجل قسم مهم ل يو-235 في ترسانه. وكانت بعض الأسلحة الأولى المنتهيه بالتدريج لتستجيب مع معاهدة محدوده لأعداد من الرؤوس الحربية، الأساس المنطقي لهذا القرار كان لاشك فيه ضم انخفاض العائد وقضايا السلامة الخطيره المرتبطة مع تصميم البندقية.
السلاح انشطاري من نوع بندقية عبارة عن أحد أنواع الأسلحة النووية وبالتحديد من نوع الأسلحة النووية التجميعية وهذه النوعية من القنابل هي التي إسقاطها على مدينة هيروشيما وسميت القنبلة بقنبلة الولد الصغير. هذه النوعية من القنابل تعتمد على عملية الأنشطار النووي بالأضافة إلى فكرة قنابل الكتلة الحرجة. حيث يتم إطلاق رصاصة مصنوعة من اليورانيوم لايصال عنصر معين إلى مرحلة من التحمل حيث تستمر عمليات الأنشطار النووي حتى بدون تسليط نيوترونات خارجية عليه والتي تسمى بحالة الكتلة الفوق حرجة. أحد مساوئ هذه القنبلة هي انها تتطلب كميات كبيرة من اليورانيوم-235 ويتطلب بناء القنبلة وقتا كبيرا.
في قنبلة الولد الصغير كانت الطلقة المستخدمة لتحفيز الأنشطار النووي والوصول إلى مرحلة الكتلة فوق الحرجة عبارة عن 24 كغم من اليورانيوم-235 وكان طول الطلقة 16 سم وعرضها 10 سم واطلقت هذه الطلقة عبر برميل كان وزنه 450 كغم وطوله 180 سم وكانت سرعة الطلقة 300 متر في الثانية وعندما اصابت الطلقة هدفها المصنوع من اليورانيوم-235 أدى هذا إلى تحفيز سلسلة من عمليات الأنشطار النووي وبلغت قوة القنبلة 15 كيلوطن من مادة تي إن تي.

### قنبلة انشطارية نمط الانضغاط الداخلي
الرجل البدين (فات مان) قذيفة ناغازاكي، استخدمت 13.6 باوند (6.2 كيلوغرام، حوالي 12 أوقية سائله أو 350 في المقدار) من بخصوص Pu-239، والذي يمثل فقط 41٪ من المجال النشط كتلة دون حرجة. (لرسم مفصل انظر مقال فات مان) محاطة بعاكس U-238، الفجوة تتحول إلى كتلة فوق حرجة من قبل خصائص عاكس النيوترون فيU-238. في أثناء الانفجار، الحرجية تحدث بسبب الانفجار الداخلي. يتم ضغط عامود البلوتونيوم لزيادة كثافته من خلال تفجير موحد لمتفجرات تقليدية تم وضعها بشكل موحد في جميع أنحاء العامود. يتم تفعيل التفجير عن طريق سلك ممتد من المتفجرات. ويقدر أن 20٪ من البلوتونيوم يخضع للانشطار فقط والباقي تقريباً 11 باوند (5.0 كيلوغرام) يتبعثر في الأجواء.

قد تكون موجات صدمة الانفجار الداخلي على مدى قصير ماهي إلا أجزاء من العامود تتعرض للضغط أثناء مرور الموجات خلالها. 

إندماج الموجات الصادمة في اختبار نظام عدسات الإنفجارات الضخمة.

 يصنع هيكل القذيفة من معادن خفيفة الكثافة مثل الألومنيوم والبريليوم، أو سبيكة مصنوعة من كلا المعدنين إذا دعت الحاجة إلى ذلك لأن الألومنيوم سهل وآمِن في التشكيل، كما أنه في التصنيف الثاني من ناحية الأقل في القيمة؛ بينما يستخدم البريليوم لقدرته العالية في عكس النيوترونات، وتقع القذيفة بين عدسة المتفجر والعابث. يتم تشغيلها من خلال عكس بعض موجات الصدمة للخلف، وبالتالي يتم إطالة مدة الانفجار الداخلي. وقد تم استخدام الألومنيوم في صناعة هيكل القذيفة في الفات مان.
سبب لزيادة كفاءة فات مان يكمن في النشاط الداخلي من عابث U-238 (عابث اليورانيوم الطبيعي لا يخضع للانشطار من خلال النيوترونات الحرارية، ولكن يساهم تقريبا 20٪ في المحصول الكلي من الانشطار بواسطة النيوترونات السريعة). عند بدء تفاعل متسلسل في البلوتونيوم، يجب عكس نشاط الانفجار الداخلي قبل أن يوقف التوسع الانشطار. من خلال حبس كل شي معاً لبضع مئات من النانوثانية أكثر، فيتم زيادة الكثافة.
قنابل الانشطار ذو الانضغاط الداخلي عبارة عن نوع من الأسلحة النووية وبالتحديد من نوع الأسلحة النووية التجميعية وهي القنبلة التي اسقطت على مدينة ناجاساكي في اليابان واطلق عليها تسمية قنبلة الولد السمين وتعتبر أكثر تطورا من القنابل ذو الأنشطار المصوب علما ان كلا القنبلتين تعتمدان على فكرة الأسلحة النووية التجميعية. وقد بلغت قوة قنبلة الولد السمين مايعادل 20 طن من مادة تي إن تي. في هذه القنابل يتم تحفيز عمليات الأنشطار النووي باستخدام ضغط شديد على مادة معينة يراد توصيلها إلى مرحلة من التحمل حيث تستمر عمليات الأنشطار النووي حتى بدون تسليط نيوترونات خارجية عليه وهي نفس فكرة قنابل الكتلة الحرجة ولكن هنا يستعمل الضغط كمحفز لعملية الأنشطار النووي. عادة مايستعمل تفجير قنابل تقليدية في حاويات مغلقة مليئة باليورانيوم-235 أو البلوتونيوم-239.
تعتبر هذه القنبلة عالية الكفاءة لأن النيوترونات الناجمة من الأنشطار هي أكثر عددا وأكبر كثافة.
.com Mohamed chien
Dz tiknou fiers. Qintor
تتنتج الضغوطات انووية داخل النووي وذلك بسبب شدة الخلاف بين الغارات التي فيها ذخائر فيزئية خطيرة وانفجاره يعد بلملي ثانية 0.001ملي ثانية

## الأسلحة النووية
الاسلحة المدمرة -المواد القابلة للانشطار وأي عمليات عكسية أو عابثة مرتبطة به- تعرف بمسمى الحفرة (the pit). بعض هذه الأسلحة اختبرت خلال العام 1950م باستخدام أنواع مصنّعة من U-235 أو مركب البلوتنيوم، لكن الأنواع المصنّعة من البلوتنيوم كان الاصغر قطراً وأصبحت الأسلحة الرئيسية منذ بداية 1960.
صب البلوتنيوم وقطعه صعب، ليس لأنه سام فقط، بل لأن للبلوتونيوم مراحل فلزيّة تسمى كذلك بالشكل المتأصل {{إنج|Allotrope}}. عندما يبرد البلوتونيوم، يحدث تغير في المرحلة مما ينتج عنه تشويه وتكسير. فعادة، يتم التغلب على هذا التشويه بمزجه مع 3 - 3.5 مول (0.9% - 1.0% من الوزن) من الغاليوم، مشكلاً سبائك البلوتونيوم الغاليوم والذي يؤدي إلى رفع مرحلتها دلتا الخاصة بها على نطاق حراري واسع. عند تبريدها من انصهارها يكون لديها تغير مرحلي واحد فقط بدلاً من أربعة تغيرات التي كان من المفترض أن تمر بها، ويكون هذا التحول من أيـبيلسون إلى دلتا. يمكن للمعادن ثلاثية التكافؤ أن تعمل أيضاً، لكن الغاليوم يمتلك نيوترون صغير بقطاع عرضي ويساعد على مقاومة الأكسدة والتآكل. يبقى العائق في أن مركبات الغاليوم قابلة للتآكل، وكذلك ألمر بالنسبة للبلوتونيوم إذا تم استرداده من الأسلحة المفككة لتحويله إلى ثاني أكسيد البلوتونيوم لمفاعلات الطاقة، هناك صعوبة في إزالة الغاليوم.
لأن البولتونيوم يعتبر تفاعلاً كيميائيًا، فأنه من الشائع طلي الحفرة النهائية مع طبقة خفيفة من المعدن الخام، والتي بدورها تقلل من المخاطر السامة. وفي قنبلة ترينيتي تم استعمال طلاء الفضة المعدني، وبعد ذلك، وضع النيكل داخل أبخرة (النيكل رباعي الكربونيل) ولكن حاليًا يتم تفضيل الذهب.

### الانفجار الداخل مع رفع الحفرة
التحسين الأول على تصميم قنبلة «الرجل البدين» كان بوضع مجال هوائي بين الحفرة والوقود النووي لتكوين تأثير «المطرقة والمسمار». والحفرة دُعمت بمخروط مجوّف داخل الوقود النووي لتكون مرفوعة. وفي الاختبارات الثلاثة لـ«عملية الحجر الرملي» في عام 1948م، اُستخدمت تصاميم «الرجل البدين» مع رفع الحفر. والنتيجة الكبيرة كانت بالحصول على 49 كيلو طن مما يعني أكثر بضعفين من محصول «الرجل البدين» من دون رفع الحفر. وقد اتضح فورًا أن «الانفجار الداخلي» كان أفضل تصميم لسلاح الانشطار النووي، ولكن العيب الوحيد فيها هو قطرها. فقنبلة «الرجل البدين» كان عرضها 5 أقدام (1.5 متر) مقابل قدمين (نحو 06 سم) لقنبلة «الولد الصغير».
بعد مرور 11 عام، التصميم الداخلي للمفجر تطور بشكل ملحوظ حيث ان قطر الكرة تغير من 11 قدم (1.5 م) Fat Man إلى 1 قدم (0.30م) وقطر الأنبوب كان يعادل قدمان (0.61 م) طولاً واطلق عليه جهاز شان سوان (بالإنجليزية: Sean swan device).
جهاز فات مان بموديل Pu-239 كان قطره يساوي 3.6 انش (9 سم) أي انه بحجم كرة السوفتبول بيسبول. الجزء الأكبر منه كان في الية الانفجار وبالتحديد في طبقات U-238، الألمنيوم، والمتفجرات الشديدة. السبب من تقليل الحجم كان تصميم (انهيار، تفجير النقطتين) العامل المهم في تقليل الحجم هو التصميم الثنائي النقاط للمتفجرات.

### انفجار خطي ثنائي النقاط
أحد التصامي وهو عباره عن إعادة تشكيل الشكل البيضاوي إلى شكل دائري مع قوة ضغط اقل. يوجد في داخل الانفجار الخطي ماده صلبه غير قابله للتغير وكتلة ممتدة من مادة Pu-239 وتكون أكبر من الكتلة الموجودة في الجسم الكروي محشورة داخل اسطونة مع مواد قابلة للانفجار مع وجود فتيل في كلا الطرفين. إن التفجير يجعل من الحفرة الكبيرة في الأرض خطيرة عن طريق جعل النهايات عميقة، مما يشكل اشكال دائرية. ان الهزة ايضاً تعمل على تحويل البلوتونيوم -الذي هو عباره عن عنصر فلزي - من مرحلة الدلتا إلى الالفا بواسطة زيادة كثافته بنسبة 23٪ ولكن من دون ان ات يؤدي ذلك إلى تحويل القوة الدافعة الداخلية إلى انهيارحقيقي. ان الافتقار إلى الضغط يجعله غير كافي للاستخدام كقذائف مدفعية وذخائر الهدم الذرية ولكن البساطة والقطر الصغير يجعله مناسباً لذلك. ان ذخائر الهدم الذرية (ADMs) والقذائف المدفعية معروفة أيضا بحقائب القنابل النووية؛ كمثال على ذلك القذائف المدفعية دبل يو ثمانية واربعين W48 اصغر سلاح نووي تم صنعه أو نشره. كل الاسلحة ذات القيمة المنخفضة المستخدمة في المعارك سواء المسدس من نوع يو-235 ذات التصاميم المتفجرة أو المنشطرة، يبقى تستوجب دفع اموال باهظة لانجاز اقطار بين 6 إلى 10 انش (254)مم.

### النظام الفعالي الجديد هو استخدام نقطتان للانفجار الداخلي
المخطط الموضووع في عام 1945 بان يكون لمنفذ التفجير لكنه لم يكن في ذلك الوقت هناك اختبارات لتطوير التجربة البساطة في التصميم اعتبرت أكثر واقعية ومع الوقت أصبحت هناك قيود ولها احتياجات كثيرة وباستخدام الالمونيوم واستغلاله مكنهم من صنع ثلاثة طن من المتفجرات شديدة الانفجار. بعد الحرب، تم استعادة الاهتمام بتصميم التجويف. تكمن ميزته الواضحة في إمكانية حمل قذيفة مجوفة من البلاتينيوم، على شكل كتلة مسحوبة إلى الداخل باتجاه مركزها الفارغ، تحمل الزخم إلى مركز التجميع المصفح على شكل كرة صلبة. سيقوم بدفع نفسه إلى الداخل، مما يتطلب مدك U-238 أصغر، لا يتطلب استخدام دافع الألمنيوم وأقل قابلية للانفجار.
أمتلكت قنبلة فات مان قذيفتين متحدتي المركز على شكل جسم كروي يحتوي على متفجرات شديدة، يقارب سمكها 10 بوصات (25 سم). وتقذف القذيفة داخلية الانفجار. احتوت القذيفة الخارجية على نمط يشبه كرة القدم يحتوي على 32 عدسة شديدة الانفجار، تحول كل عدسة الموجة المحدبة من مفجرها إلى موجة مقعرة مشابهة لشكل القذيفة الداخلية من الخارج. لو كان في الإمكان استبدال هذه العدسات (32) باثنتين فقط، يُمكن للشكل الكروي شديد الانفجار أن يصبح إهليلجاً (كروي متتطاول) ذو قطر دائري أصغر بكثير.
توضيح جيد لاثنين من الملامح التي وردت في رسم توضيحي لبرنامج الأسلحة النووية السويدي عام 1956م (الذي تم انهاؤه قبل عمل تفجير تجريبي). الرسم التوضيحي يبيّن العناصر الأساسيّة في تصميم «نقطتين - حفرة جوفاء».
يوجد رسوم توضيحية مشابهة في المؤلفات المتاحة من البرنامج الفرنسي، الذي أنتج مستودع أسلحة. تركيبة العدسة شديدة الانفجار (العنصر 6 في الرسم البياني) لم تظهر في الرسم التوضيحي السويدي، لكن العدسة المعيارية المصنوعة من انفجار شديد سريع وبطيء كما في قنبلة «فات مان» ستكون أكثر طولاً عنها في الشكل المبين. وحتى تستطيع عدسة منفردة شديدة الانفجار تكوين موجة مقعرة لتغطي نصف الكرة الأرضية كاملاً يجب أن تكون إمّا أكثر طولاً أو ان يتم إبطاء جزء الموجة الذي يسير بخط مستقيم من المفجر إلى الحفرة يجب بشكل كبير.
الانفجار الشديد البطيء سريعٌ للغاية، لكن الطبق الطائر من «عدسة الهواء» ليس كذلك. طبق معدني، على شكل كتلة، والدفع بإتجاه مساحة فارغة من الممكن أن يصمم ليتحرك ببطء كافي. يستعمل نظام الانفجار الداخلي ذو النقطتين تقنية عدسات الهواء الذي من الممكن أن يحصل على طول لا يتجاوز ضعفي قطره، كما هو موضح في الرسم التخطيطي السويدي بالأعلى).

## أسلحة الانشطار النووي المعززة
الخطوة التالية للتصغير بتسريع انشطار التجويف (pit) وذلك للحد من الوقت الأدنى المطلوب للاندماج في محفظة القصور الذاتي. قدم التجويف المفرغ موقعا مثاليا لحدوث الاندماج النووي لتعزيز عملية الانشطار النووي. مزيج من غازي الترايتيوم والديتيروم بنسبة 50-50 يضخ إلى التجويف خلال مرحلة التسليح، ويندمج مع الهيليوم ومن ثم يطلق نيوترونات حرة حالما تبدأ عملية الانشطار. تبدأ النيوترونات بعدد كبير من التفاعلات المتسلسلة الجديدة بينما لايزال التجويف في المرحلة الحرجة أو قريب من المرحلة الحرجة. هناك سبب لعدم التنشيط بمجرد إتقان التجويف. تم أول اختبار لفكرة الانصهار الانشطاري المعزز في 25 مايو 1951 في عملية «البيت الأخضر» في إنيويتوك (Eniwetok) والتي أنتجت 45.5 كيلوطن. التعزيز يقلل من طول القطر بثلاثة طرق جميعهم نتيجة لانشطار أسرع:
- بما أن التجويف الداخلي المضغوط للحفرة لا يحتاج لأن يبقوا معاً، فيمكن استبدال التلاعب الهائل ل U-238 بقذيفة البيريليوم خفيفة الوزن (لكي تعكس النيترونات الهاربة إلى الحفرة مرة أخرى) ويتم تقليل القطر.
- حجم تجويف الحفرة يمكن تقليله إلى النصف دون أن يقل الإنتاج. ويقل القطر مرة أخرى.
- بما أن كتلة المعادن المتفجرة تتناقص، فإنها تكون بحاجة إلى القليل من الشحن لانفجارات أعلى، مما يقلل القطر.

بما أن التعزيز مطلوب لتحقيق ناتج كامل التصميم، فإن أي نقص في التعزيز سيؤدي إلى نقص في الناتج. ولذلك الأسلحة المعززة هي أسلحة متنوعة المنتج فيمكن إنقاصه في أي وقت قبل التفجير ببساطة عن طريق إنقاص كمية التريتيوم المدخل في التجويف خلال عملية التسليح.
جهاز سوان كان الجهاز الأول الذي يقترح توظيف كل هذه الميزات (نقطتين، تجويف الفجوة، انفجار التعزيز المنصهر).
كان الجهاز إسطواني الشكل وقطره 11.6 بوصة (29.5 سم) وطوله 22.8 بوصة (58 سم).
وكان أول جهاز مستقل أجري له اختبار وبعد ذلك الجهاز النووي الحراري الابتدائي ذو المرحلتين خلال عملية الجناح الأحمر.
تم تسليحها بتصميم «روبين الابتدائي» (Robin Primary) وأصبحت بهذا أول جهاز جاهز للاستخدام ذو استخدام ابتدائي متعدد ونموذج أولي لكل ما تبعه.
بعد نجاح «سوان» «البجعة» (Swan) أصبح القطر البالغ 11 أو 12 بوصة (300 مم) هو الطول القياسي المستخدم في الأجهزة المعززة ذات المرحلة الواحدة والتي تمت تجربتها في أواخر الخمسينات الميلادية 1950 م. كان الطول عادة يبلغ ضعف القطر، ولكن كان هناك جهاز واحد وهو الرأس النووي الحربي W54 ذو شكل اقرب إلى الدائري بطول 15 بوصة (380 ملم). تم اختباره أكثر من 24 مرة في الفترة مابين 1957 إلى 1962م قبل انتشاره. لم يسبق لأي تصميم أن واجه سلسلة طويلة من الإخفاقات في التجارب من قبل.

أحد تطبيقات الرأس الحربي (دبليو 54) W54 كانت بندقية ديفي كروكيت اكس ام-388 ذات القذيفة عديمة الارتداد Davy Crockett XM-388 recoilless rifle projectile. بلغ طولها 11 بوصة، وتظهر في الصورة بالمقارنة مع سابقتها الرأس النووي المعروف بالرجل البدين (Fat Man).
بالإضافة إلى صناعة الاسلحة بحجم أصغر وأخف وزن أو أقل استخداما للمواد الانشطارية بكمية معينة، من الفوائد الأخرى للتعزيز هو أنه يجعل الاسلحة في مأمن من تداخل الاشعاعات (radiation interference، RI) تم اكتشاف ذلك في منتصف الخمسينات من القرن العشرين 1950 حيث انه إذا أخرجت النوى من البلوتينيوم (plutonium) سيكون عرضة للانفجار إذا ما تعرض لكميات كبيرة من الإشعاع من انفجار نووي قريب (قد تتلف الالكترونات أيضا وهذا يشكل مشكلة أخرى). تداخل الاشعاعات (RI) كان بحد ذاته مشكلة قبل ظهور انظمة (رادار الإنذار المبكر الفعال effective early warning radar systems) حيث انها تجعل الضربة الأولى للسلاح غير مجدية. التعزيز يقلل من كمية البلوتينيوم اللازمة في السلاح إلى أقل كمية ستكون عرضة لهذا التأثير.

## لأسلحة النووية الحرارية الثنائية المراحل
الانشطار الكامل أو الاندماج المعزز المرفوع الكامل هي أسلحة يمكن أن تحدث تأثير على مئات الكيلوأطنان، وبذلك بفعل المواد القابلة للانشطار وبفعل بمادة التريتيوم أيضًا، ولكن حتى الوقت الحالي، الطريقة الأكثر فعالية لزيادة كفاءة السلاح النووي إلى ما بعد عشرة أو حتى إلى كيلو طن هي أخذها كمرحلة مستقلة ثانية، تُدعى بالمرحلة الثانوية.

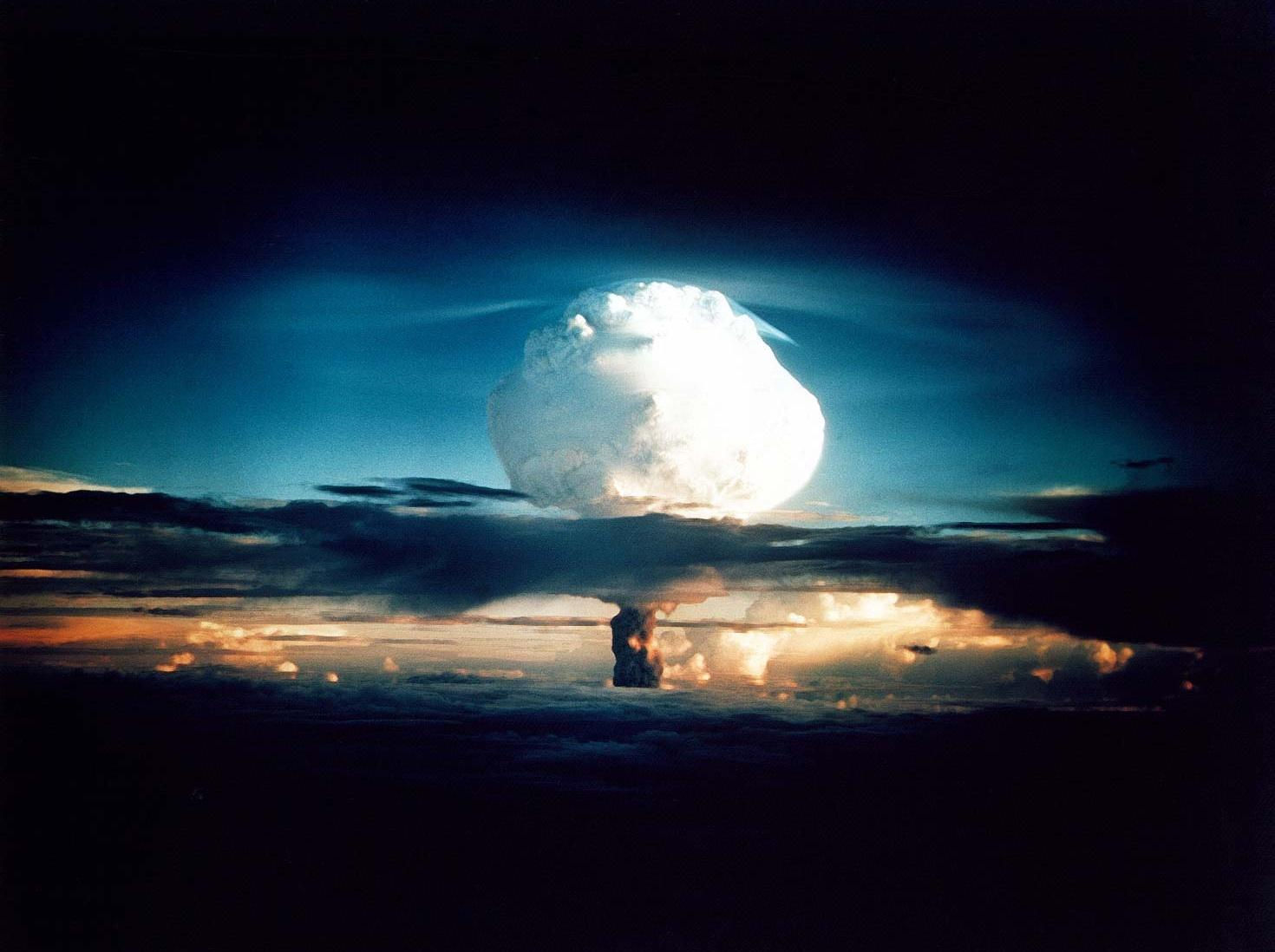
أيفي مايك، أول تفجير ثنائي المراحل بقوة 10.4 ميغاطن يوم 1 نوفمبر 1952.

في الأربعينات الميلادية، أعتقد مصمموا القنبلة النووية في مختبر لوس ألاموس الأمريكي بأن المرحلة الثانية ستكون بواسطة مادة الديوتيريوم بوضعها على هيئة مادة منصهرة أو على هيئة مركب الهيدريد. وهذا يجعل ردة فعل الاندماج النووي D-D، وهو أصعب من الحصول على D-T، لكنه أقل تكلفة. والقنبلة الذرية حينها ستتركز على جهة واحدة فقط مما يسبب اصصطدام وانضغاط يتسببان بسخونة الجهة القريبة وببداية التكاثر مع الجهة البعيدة. ولكن المحاكاة الرياضية برهنت على عدم إمكانية عمل هذه الطريقة حتى مع إضافة كميات كبيرة من مادة التريتيوم المكلفة ماديًا.
إن اسطوانه الغاز بكاملها تحتاج إلى ان تكون مغلفة بطاقة الانشطار النووي حتى يمكن ضغطها وتسخينها مثلما يكون الحال عند شحن الاداة الاضافية لزيادة القوة في المرحلة الأولية. إن تصميم الاسطوانه قد تم في يناير 1951 عندما اخترع ادوارد تيللر وستانيسلو اولاك الانفجار الاشعاعي. لما يقارب الثلاث عقود قد تم تسميتها ب تيللر اولام القنبلة الهيدروجينية.
لقد تم اختبار مفهوم الانفجار النووي لأول مره في شهر مايو 9 من عام 1951 في جورج شوت لعمليات المنازل الخضراء في مدينة إينويتوكوالتي انتج عنه 225 كيلو طن. ولكن الاختبار الشامل الأول قد تم في الأول من نوفمبر من عام 1952 في مايك شوت لعمليات اللبلاب في اينويتوكو والذي نتج عنه 10.4 ميجا طن.
في العلاج الإستفزازي بالأشعة، تصدر طاقة الأشعة السينية من الانفجار الأساسي الذي يقع ويتم احتوائه داخل قنوات إشعاعية معتمة التي تحيط بعناصر الطاقة النووية الثانوية. تتحول الاشعه إلى رغوة بلاستيكية بشكل سريع الذي كان يُعبئ القناة ويتحول إلى بلازما تميل إلى شفافة ثم إلى أشعة سينية، ويتم امتصاص الأشعة في الطبقات الخارجية من الدافع / المدك المحيط بالجزء الثانوي، الذي يُجتذ ويضغط بشكل هائل (أشبه بمحرك صاروخي داخلي خارجي) مما يتسبب في اندماج كبسوله الوقود إلى انفجار داخلي تماماً كالتجويف الرئيسي. كما في انفجار داخلي قابل للانشطار«الولاعة» يشتعل مركزها ويطلق حرارة تتسبب في دمج الوقود الذي يشتعل أيضاً. الانشطار والانصهار هما سلسلة من تبادل تفاعلات النيترونات مع بعضها بعضا وتدعم كفاءة تفاعل العنصرين. وتعزز قوة الدفع الأكبر من كفاءة الانشطار «الولاعة» نتيجة للتعزيز الناتج عن جمع النيترونات، وانصهار الانفجار نفسه يتسبب في حدوث انفجار أكثر وضوحاً ثانوي بالرغم من كونه أكبر بكثير من الرئيسي.
1. رأس حربي قبل التفجير الكرويات المتداخلة في الأعلى هي الإندماجات الرئيسية أما الأسطوانات السفلية فهي أجهزة التبغثر الثانوية
2. إنفجار المندمجات الأساسية وانزلقت إلى النواة.
3. إكتمال الإنفجار واصبحت درجة حرارة النواة الأساسية ملايين الدرجات وانبعاث الإشعاعات الصينية والغاما مما يرفع حرارة داخل الهولاروم والمؤثر الثانوي.
4. إنتهاء المرحلة الأولى وتمددت. وبهذا، يتحلل سطح ويتمدد ليدفع بقية القسم الثانوي وتبداء شمعة الإشتعال بالتبديد.
5. يبداء الحارق الثانوي بالإشتغال. بدء تكون الكرة الملتهبة.

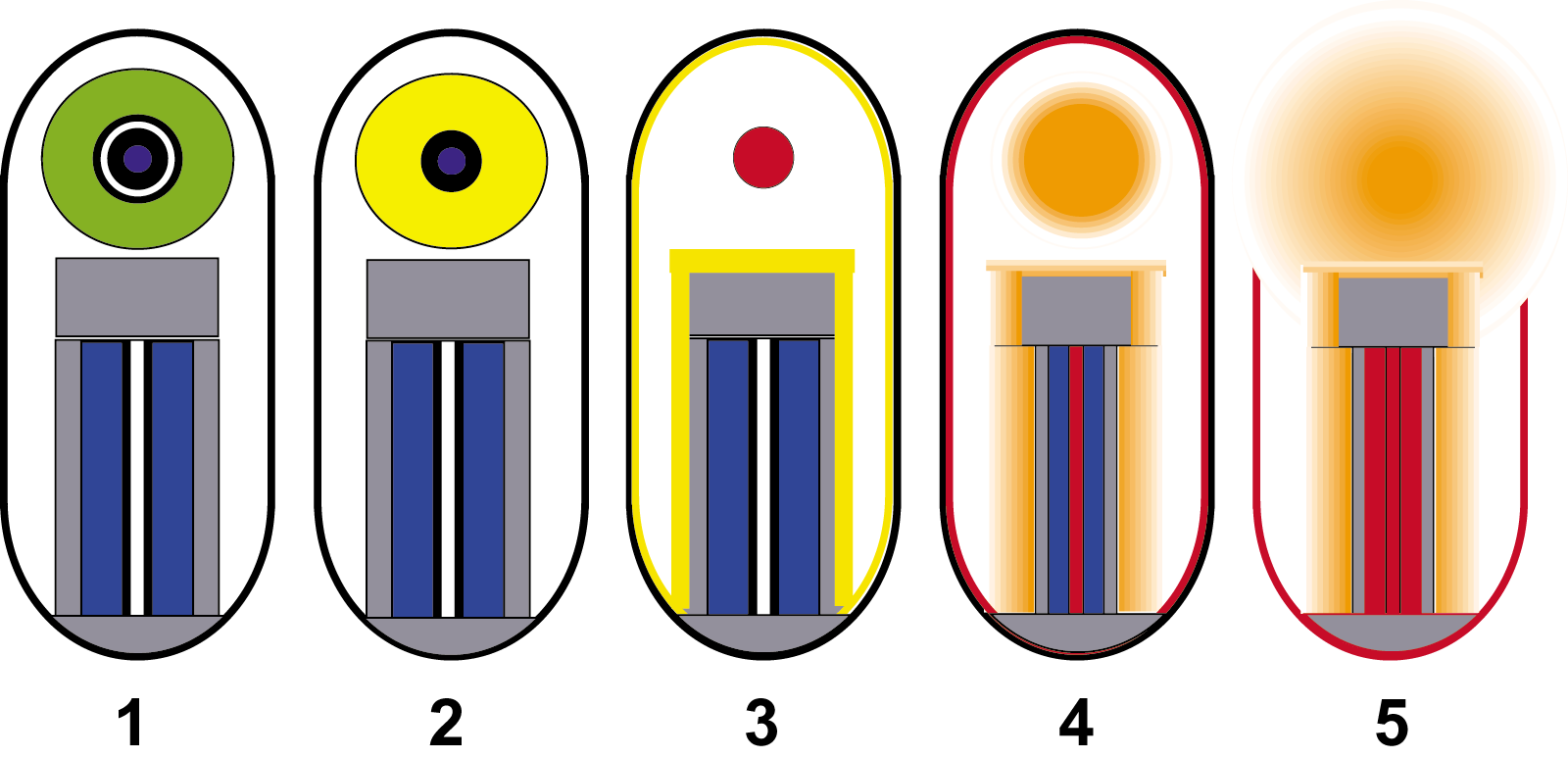
ألية تسلسل إطلاق الت٫رية.

فعلى سبيل المثال، بالنسبة لاختبار ردوينغ موهاوك في 03 يوليو 1956م، يطلق على الثانوي مسمى فلوت وكان مرتبطاً بسوان الرئيسية. وكان يبلغ قطر الفلوت 15 انشاً (38 سم) وطوله 23.4 انش (59 سم)، أي تقريبا بحجم السوان لكن وزنه أكبر بعشرة اضعاف وينتج عنه 24 ضعف الطاقة (355 طن مقابل 15 كيلو طن)، وبنفس الأهمية، فإن المكونات النشطة في الفلوت لا تكلف أكثر من التي في السوان.
يحدث معظم الانشطار نتيجة استخدام النوع الرخيص من U-238، ويصنع التريتريوم في الموقع اثناء وقوع الانفجار. وتكون شمعة الاشتعال فقط «الولاعة» في محور الثانوية هي التي تكون قابلة للانشطار.
يمكن للثانوي الكروي أن يُحدث كثافات انفجارية أعلى من الثانوي الاسطواني، لاندفاع الانفجار الكروي في كل الاتجاهات نحو نفس المكان. ومع ذلك يتم إنتاج أكثر من مليون طن في الرؤوس الحربية، ويكون قطر الكروية الثانوية أكبر بكثير بالنسبة لمعظم التطبيقات. تعد الاسطوانة الثانوية ضرورية في مثل هذه الحالات. أما المركبات الصغيرة مخروطية الشكل التي تحتوي على رؤوس قذائف متعددة التي صُنعت بعد عام 1970م فقد مالت إلى رؤوس كروية ثانوية الشكل وتُنتج مئات الأطنان.
كما هو الحال زيادة الإنتاج، فإن فوائد التصميم النوويات الحرارية على مرحلتين عظيمة مما يقلل من مساؤئ عدم استخدامها، بمجرد اتقان الأمة لتقنية صناعتها.
ومن الناحية الهندسية، وقد يسمح الانهيار النووي بإستغلال عدة مميزات معروفة من مواد القنبلة النووية اللتي وحتى الآن لم تُطبق على أرض الواقع، وعلى سبيل المثال:
- إن أفضل طريقه لتخزين الديوتيريوم (الهيدروجين الثقيل) بكثافة معقولة هي ربطه كيميائيا مع الليثيوم، ويعرف المركب بديوتيرايد الليثيوم. ويُعد النظير السادس لليثيوم ماده خام لإنتاج التريتيوم أيضاً، والقنبلة المتفجرة هي مفاعل نووي. ويحفظ الانفجار الإشعاعي بجميع الأشياء معاً مدة تكفي لتحول النظير السادس لليثوم إلى تريتيوم، يحدث كل ذلك في وقت انفجار القنبلة. ولذلك تسمح المواد المستخدمة لربط للديوتيريوم باستخدام تفاعل D-T fusion وهي الدورة اللتي يتم فيها تفاعل الاندماج من دون تخزين أي كمية من التريتيوم غير المصنع. ولا يتبقى من إنتاج التريتيوم أي شيء ويختفي.
- وكي تنفجر الثانوية بالحرارة، الإشعاع الناتج عن البلازما المحيطة بها، يجب ان يظل بارد لأول جزء من الثانية، على سبيل المثال، يجب ان تغطى بطبقة هائلة وكبيرة من الإشعاع (حرارة حار). كبر الطبقة يسمح لها بان تضاعفها كمتدخل أو متلاعب، مضيفا لها زخم ومدة لتنهار. لايوجد مادة أفضل ومناسبة لكل من هاتين العمليتين أكثر من اليورانيوم-238 العادي والرخيص، والذي يتحمل أيضا الانشطار عندما يضرب بالنيترونات المنتجة بانشطار دي-تي.

هذا الغطاء، يسمى المهرب، لهذا له لهو 3 وظائف: الحفاظ على برودة الثانوي محافظ ثانوي للبرودة، ليحجزه ويخمده في حالة ضغط عالي، واخيرا ليزوده كمصدر رئيسي بالطاقة لكامل القنبلة. المهرب القابل للاستهلاك يجعل القنبلة قنبلة أكثر يروانيومية انشطارية من كونها قنبلة هيدروجينية انشطارية. المطلعون ابدا لايستخدموا مصطلح قنبلة هيدروجينية.
- أخيرًا، فإن الحرارة التي تشعل الاندماج النووي لا تأتي من المرحلة الابتدائية بل تأتي من قنبلة المرحلة الثانوية، والتي تُسمى قابسة الشرارة، وهي جزء لا يتجزأ من المرحلة الثانوية. وانبجار (انفجار من الداخل) المرحلة الثانوية يتضمن قابسة الشرارة مما يتسبب في اشتعال الاندماج النووي حول المادة نفسها، ولكن قابسة الشرارة تستمر في اشتعالها حتى أن تستهلك كامل مادة النيترون الموجودة بكثرة، وهذا الشيء يزيد من قوة النووي بشكل كبير.[14]

في البداية مرحله خلف سلاح قوه الدفع كان الرئيس ترومان 1950 وعد لبناء 10 ميغا طن من قنبله الهيدروجين كرَد من أمريكا على تجربة الاتحاد السوفيتي لأول قنبلة ذربة في كما في أمريكا الاستجابات إلى 1949 اختبار قنبله السوفيات لكن نتائج الاختراع تحول خارج لتكون أرخص وأكثر اندماج بعيد لبناء ذره صغيره منفجره جيده وكبيره منها. مسح أي معنى يميز بين قنبله أ وقنبله h وبين العزز والقفير. جميع أفضل التقنيات لإنشطارات وانصهارات الانفجار ادرجت إلى واحده شامله كامل مبدأ تصميم التحجيم. كل 6 انش (152 mm) قطر نواه قذائف المدفعية يستطيع أن يكون على مرحلتين نووي حراري.
في الخمسين سنة التي تلت ذلك، لم يبتكر أحد أي طريقة أفضل لبناء قنبلة نووية. فقد كان التصميم المفضل لدى كل من الولايات المتحدة، روسيا، المملكة المتحدة، الصين وفرنسا، القوى الخمس النووية الحرارية. أما الأمم النووية المسلحة الأخرى كإسرائيل، الهند، باكستان، وكوريا الشمالية، قد يكون لديها اسلحة احادية single-stage weapons وربما اقوى.

### مابين الاطوار (أو المراحل)
تمر الطاقة في السلاح الحراري النووي في مرحلتين من التأثيرات من الأولية إلى الثانوية. هناك محول أساسي للطاقة يدعى بالمرحلة الداخلية، مابين المراحل الأولية والثانوية، يقوم بحماية وقود الانصهار الثانوي من التسخين السريع ((أو ارتفاع درجة الحرارة بشكل سريع)) مالأمر الذي اقد يؤدي إلى انفجاره عند درجات حارة اعتيادية (والمنخفضة) قبل ان يكون هناك فرصة للانصهار وتفاعلات الانشطار.
لا تتوفر إلا معلومات قليلة واضحة في المقالات العلمية حول آلية عمل المرحلة الداخلية. صدر أول ما ذُكر عن المرحلة الداخلية عن الحكومة الأمريكية في وثيقة رسمية تحوي شرحا توضيحيا للجمهور برسوم بيانية حديثة لتعزيز برنامج (البديل المعتمد للصواريخ الحربية (بالإنجليزية: Reliable Replacement Warhead Program). الذي إذا تم بناؤه، سيستبدل هذا التصميم الجديد «المواد الهشة والسامة» و «و المواد غالية التكلفة والخاصة» في المرحلة الداخلية. يشير هذا البيان إلى أن المرحلة الداخلية قد تحتوي على البريليوم ليهدئ من تدفق النيوترونات من الطور الأول، وقد يمتص شيئا منها ويعاد إشعاع الاشعة السينية x-rays بطريقة ما. وهناك أيضا بعض التكهنات بأن المواد المستخدمة في المرحلة الداخلية، والتي تُسمي بالكود فوجبانك (بالإنجليزية: FOGBANK) قد تكون مادة الفضاء أو الهلامة الغازية الايروجيل (aerogel)، قد يكون ممزوجا مع البريليوم أو مواد أخرى.
المستويين الداخلي والثانوي مغطيان معا داخل غشاء فولاذي مقاوم للصدأ لتكوين جمعية فرعية معلبة، هذا الترتيب والذي لم يتصوره أحد في أي رسم مفتوح المصدر. التوضيح الأكثر تفصيلا للانترستيج يظهر سلاح نووي حراري بريطاني مع مجموعة من العناصر بين الأساسية والثانوية الأسطوانية سميت «عدسات النهاية وتركيز النيترون» و «عاكس/ نيترون حامل السلاح» و«الغلاف العاكس».

## تصاميم خاصة
بينما تصب كل تصاميم القنابل النووية في أحد التصنيفات السابقة، تصبح بعض التصاميم الخاصة بين الفينة والأخرى مثار لتقارير جديدة ونقاشات العامة، غالباً بتوصيفات خاطئة حول كيفية عملها وماذا ستعمل. مثال:

### القنابل الهيدروجينية
بينما كل القنابل النووية الحديثة (الانشطارية والالتحامية على السواء) تستخدم التحام ال D-T، القنابل الهيدروجينية في النظرة العامة هي أجهزة تستخدم عدة ملايين من الاطنان وأقوى بآلاف المرات من الابن الأصغر لقنبلة هيروشيما. هذه القنابل ذات النواتج العالية هي قنابل نووية حرارية ثنائية المرحلة ترتقي إلى مستوى العائد المطلوب مع انشطار اليورانيوم، كالعادة، مزودتها بمعظم طاقتها النووية.
أثارت فكرة القنبلة الهيدروجينية الأولى اهتمام الرأي العام في عام 1949 عندما أعلن علماء بارزين موقفهم الرافض من بناء قنابل نووية أقوى من نموذج الانشطار القياسي النقي لأسباب أخلاقية وعملية. كان افتراضهم أن اعتبارات الكتلة الحرجة سوف تحد من حجم الانفجارات الانشطارية بينما الانفجار الانصهاري من الممكن أن تكون قوته بكبر امداده بالوقود الذي ليس له حد للكتلة الحرجة. في عام 1949 فجر الاتحاد السوفيتي أول قنبلة انشطارية لهم وفي عام 1950 انهى الرئيس الأمريكي هاري ترومان الجدل حول القنبلة الهيدروجينية حين أصدر أمر للمصممين في لوس ألاموس لبناء واحدة. في عام 1952 تم اعلان انفجار آيفي مايك بقوة 10.4 ميجاطن كأول اختبار لقنبلة هيدروجينية معززة بذلك فكرة أن القنابل الهيدروجينية أقوى ألف مرة من القنابل الانشطارية.
في عام 1954 عُرف روبرت أوبنهايمر بمعارضته للقنابل الهيدروجينية، في ذلك الوقت لم يكن معروفاً لدى العامة بأن هناك نوعان آخران من القنابل الهيدروجينية -غير النوع الموصوف بدقة بأنه قنبلة هيدروجينية-. وفي الثالث والعشرين من شهر مايو عندما تم إلغاء تصريحه الأمني؛ كان البند الثالث من بنود الأحكام الأربعة العامة المتعارضة معه هو «مبدأه في برنامج الأسلحة الهيدروجينية». وفي عام 1949 قام روبرت بدعم المرحلة الأولية لتعزيز انشطار القنابل المنشطرة لتحقيق أقصى قدر من القوة التفجيرية في الترسانة بإعطاء المفاضلة بين منتجات البلاتنيوم والتراتيوم. ويذكر أيضاً بأنه كان ضد القنابل النووية الحرارية ثنائية المرحلة حتى عام 1951 حينما حدث الانهيار الإشعاعي الذي وصفه بأنه «التقنية الحلوة»، موضحاً ذلك بشكل عملي في البداية. ولم يُكشف عن موقفه حتى عام 1976، وذلك بعد تسع سنوات بعد وفاته.
عندما حلت قاذفات الصواريخ الباليستية محل القنابل في الستينيات، تم استبدال معظم القنابل متعددة الأطنان برؤوس صواريخ -وهذا يتضمن القنابل النووية الحرارية- وقد تم تقليلها إلى واحد طن أو أقل.

### ساعة النداء/سلويكا
شهِد العام 1940 أول محاولة لاستثمار العلاقة التكافلية بين وقود الانشطار والالتحام بتصميم متناوب بينهما في شكل طبقات رقيقة. وكجهاز مصمم من مرحلة واحدة، كان من الممكن أن يكون تطبيق تعزيز الانشطار بطيئاً. وأصبح عملياً للمرة الأولى حينما تم دمجه ثانوياً في الأسلحة النووية الحرارية ثنائية المرحلة.
الاسم الأمريكي -ساعة النداء- كان اسماً رمزياً تافهاً وغير منطقي. الاسم الروسي لنفس التصميم كان أدّق وصفياً: سلويكا (بالروسي تعني النفخة)، كعكة حلوى الطبقات. السلويكا السوفيتية وحيدة المرحلة اختبرت في 12 أغسطس 1953. بينما لم يتم اختبار نسخة أمريكية أحادية المرحلة، ولكن تم اختبار الطلقة الأحادية لعملية القلعة في 26 أبريل 1954، والتي كانت نووية حرارية ثنائية المرحلة واطلق عليها اسم ساعة النداء. مداها كان في جزيرة بيكيني 6.9 ميجا طن. ولأن الاتحاد السوفيتي اختبر استخدام بطارية الليثيوم-6 ديوترايد الجافة قبل اختبار للولايات المتحدة الأمريكية لها بثمانية أشهر فإنه يُعتقد بأن الاتحاد السوفيتي فاز في السباق في صناعة القنبلة الهيدروجينية. في عام 1952 استخدم لفي مايك الديتريوم السائل المبرد لتبريد في عملية انصهار الوقود الثانية، ووظفها في عملية رد فعل لعملية الانصهار. كان ذلك كان أول تصميم منتشر للطائرات رغم أنه لم يتم نشرها أثناء الاختبارات. وكذلك، كان أول اختبار للسوفييت في استخدام الإشعاع الانفجاري الثانوي والذي يعتبر السمة الأساسية في صناعة القنبلة الهيدروجينية في 23 من نوفمبر 1955 أي بعد ثلاث سنوات من تجربة لفي مايك. وفي الحقيقة لم يبدأ العمل الحقيقي في الانفجار لداخلي بالاتحاد السوفيتي إلا في وقت مبكر من عام 1953، أي بعد عدة أشهر من نجاح تجربة السلويكا.

### القنابل النظيفة
في 1 مارس عام 1954، اختبرت الولايات المتحدة قنبلة قلعة برافو ذات ال 15 ميجاتون كجزء من عملية القلعة في جزر البكيني والتي تعتبر أضخم انفجار نووي للولايات المتحدة. الانفجار ألقى فوراً جرعة قاتلة من الغبار النووي الناتج عن الانشطار على مدى أكثر من 6000 ميل مربع (16,000 كم2) من سطح المحيط الهادي. الإصابات الإشعاعية التي أصابت جزر المارشال والصيادين اليابانيين صنعت تلك الحقيقة قضية عامة وكشفت عن دور الانشطار في القنابل الهيدروجينية.
استجابةً لمخاوف العامة على تداعيات الغبار النووي، فقد بُذلت جهود كبيرة لتصميم سلاح نووي نظيف متعدد الميجاطن، ويبقى الاعتماد الكامل على الاندماج النووي تقريبًا. يمكن للطاقة الناتجة عن طريق اندماج اليورانيوم الغير مخصب طبيعيًا، عندما يستخدم كمادة وقود نووي في المراحل الثانوية والمراحل المتعاقبة كما في تصميم «تيللر-أولام» من تقليل المحصول النهائي بشكل واضح كما كان في اختبار قلعة برافو (بالإنجليزية: Castle Bravo)، حيث أدرك العلماء بأن وضع الوقود النووي كمادة في قنبلة غير قابلة للانشطار هو شرط أساسي في انفجار قنبلة 'نظيفة'، ومن الواضح أن في مثل هذه القنابل ستكون هناك كمية هائلة نسبيًا من المواد التي لا تجري فيها أي تحولات من كتلية إلى طاقة على الإطلاق، وذلك لحجم معين. والأسلحة «القذرة» مع أكثر من وقود نووي انشطاري يُعتبر أقوى بكثير من الأسلحة 'النظيفة' (أو، للحصول على عائد في النواتج، لذا هي أخف بكثير من الأسلحة 'النظيفة'). وأقدم حادثة معروفة لجهاز مكون من ثلاث مراحل يجرى اختبارها مع المرحلة الثالثة، هو الجهاز الذي سُمي الثلاثي، والموقودة بالمرحة الثانية كانت في 27 مايو 1956م في جهاز الباسون. وهذا الجهاز أُختبر في طلقة زوني إحدى عمليات الجناح الأحمر. هذه الطلقة استخدمت وقود نووي غير قابلة للاندماج مع مادة عازلة مثل: التنجستن أو الرصاص. وقد كان المحصول النهائي 3.4 ميجاطن مما يعني 85% اندماج وفقط 15% انشطار. وكما تؤكد السجلات العامة للأجهزة التي أنتجت أن النسبة الأعلى من محصولهم عن طريق الاندماج فقط هو 50 ميجاطن وكان ذلك في «قنبلة قيصر» ووصلت نسبة الاندماج إلى 97% من القنبلة الكلية. والـ 9.3 ميجاطن في اختبار (Hardtack Poplar) حيث وصلت نسبة الاندماج إلى 95.2%. [32] والـ4.5 ميجاطن في اختبار نافاجو (Navajo) وصلت نسبة الاندماج فيه إلى 95%.
في التاسع عشرة من يوليو (تموز) 1956، قال لويس شتراوس رئيس وكالة الطاقة الذرية الدولية بأن ريدويج زوني اطلقت اختبار تفجير نظيف مما «انتج الكثير من الأهمية.... من الناحية الإنسانية» ومع ذلك وبعد أقل من يومين من هذا الإعلان تم اختبار النسخة القذرة من الباسون ويدعى الباسون الأولي مع عبث اليورانيوم 238على مركب قبالة سواحل جزيرة أتول بيكيني كمكان لأطلاق الرديدوينج تيوا. أنتج الباسون الأولي عائد يقدر بخمسة ميجا طن 87% منها جاء نتيجة الانشطار. البيانات التي جاءت من هذا الاختبار وغيره توجت في نهاية المطاف انتشار أعلى عوائد الأسلحة النووية الأمريكية المعروفة وأعلى نسبة ناتج إلى وزن لسلاح تم صنعه، وسلاح نووي حراري من ثلاث مراحل بأعلى ناتج قذر حيث يبلغ 25 ميجا طن صمم كقنبلة نووية بي 41، التي كان من المقرر أن يحملها سلاح الجو الأمريكي إلى أن تم تفكيكها ولذلك لم يتم اختبار هذا السلاح بالكامل.
وعلى هذا النحو تبدو القنابل النظيفة ذات العائد المرتفع مجرد تجارب في العلاقات العامة فالأسلحة المنتشرة فعليا هي الإصدارات القذرة التي ضاعفت العائد لنفس حجم الجهاز. تصاميم الجيل الرابع والخامس الحديثة من الأسلحة النووية بما في ذلك أسلحة الانصهار النقية وأجهزة دفع الذبذبة النووية للمادة المضادة المحفزة
وتجري حاليا دراستها من قبل أكبر الدول الخمس المالكة للأسلحة النووية.

### قنابل الكوبالت
قنبلة يوم القيامة الخيالية أشتهرت عن طريق رواية نيفل شوت عام 1957 والفيلم التابع لها عام 1959، بعنوان على الشاطئ وكانت قنبلة الكوبالت قنبلة هايدروجينية ذات غطاء من الكوبالت وكان من المفترض أن الكوبالت المُفعل عن طريق النيوترونات يستطيع أن يزيد الأضرار البيئية الناجمة عن تداعيات البقايا المشعة الناتجة من الانفجار النووي. شاع صيت هذه القنابل في فيلم «الدكتور سترينجلوف أو: كيف تعلمت أن أكف عن القلق وأحب القنبلة» عام 1964. تمت الإشارة إلى العنصر الكيميائي المضاف إلى القنابل بالكوبالت-ثوريوم جي.
طُلبت مثل هذه الأسلحة "المالحة" من قبل القوات الجوية الأمريكية وتم فحصها بدقة، ربما لدرجة صنعها وتجربتها، ولكن لم تنشر. في نسخة 1964م من كتاب "دي أو دي/أي إي سي تأثير الأسلحة النووية، تم توضيح الموضوع في باب جديد بعنوان الحرب الإشعاعية. فنواتج الانشطار مميتة بقدر الكوبلت المنشطر بالنيوترون. السلاح عالي-الانشطار الحراري النووي الموحد هو سلاح تلقائي للحرب الإشعاعية، ببشاعة قنبلة الكوبلت. في البداية، تُكافئ أشعة الجاما الناتجة عن الانشطار حجم قنبلة الانشطار الانصهار-الانشطار أكثر شدة من كوبلت - 60. 15000 مرة أكثر شدة في ساعة، 35 مرة أكثر شدة في اسبوع، 5 مرات أكثر شدة في شهر، وتقريبا مكافئ في ستة أشهر. ثم ينحدر الانشطار بسرعة حتى يتكون التهدم النووي لكوبلت -60 الذي يكون أكثر شدة بثمانية مرات من نواتج الانشطار في سنة و 150 مرة أشد في خمس سنوات.النظير طويل العمر الذي نتج بالانشطار سيتجاوز الكوبلت -60 بعد 75 سنة تقريبا.

### قنابل انقسام-انشطار نووي مقارنه بقنابل ثلاثية المراحل
في عام 1954م لشرح الكمية المدهشه للمضاعفات الجانيه لمنتج الانقسام النووي بواسطة القنابل الهيدروجينيه، ابتكر رالف لاب مصطلح انقسام - انشطار نووي لوصف العملية داخل ما أسماه بالثلاث مراحل للسلاح النووي الحراري. له عملية تفسر بشكل صحيح، لكن اختياره للمصطلحات سببت ارتباكاً في الأدبيات المفتوحة.
مراحل السلاح النووي لاتنقسم، لاتنشطر، فهي الأولية، والثانويه، وفي عدد قليل جدا من الأسلحة الإستثنائيه والقوية لم تعد بالخدمة.
الثلاثي (3مراحل) التصميم مثل يوآس ب41 سلاح نووي وقنبلة السوفييت تسار (تمت مناقشتها سابقاً) التي تم تطويرها في اواخر 1950 م وأوائل 1960م، التي تم الاستغناء عنها جميعها، مثل النموذج لمنتجات عديده قوية كالقنابل الثلاثيه التي لا تدمر الاهداف بكفاءه. عندما تهدر الطاقة في المجال فوق الأرض وتحتها. لذا، تُتيح جميع الأسلحة الثلاثيه وسيلة في الترسانات النوويه الحديثة لاستخدام عدة تكتيكات صغيره لاسلحة المرحلتين (على سبيل المثال ام أي آر في) بعض هذه القنابل ذو مرحلتين، حتى في المجال الأقل فعاليه، ومع ذلك فهو مدمر بشكل أكبر نظراً لمجموع وزن القنبلة، حيث يمكنها أن توزع مايقارب بعدين من الأراضي عن النقطة الهدف.
كل مايسمى باسلحة «الانشطار-الانصهار-الانشطار النووي» (كالرؤوس الحربية النووية الحرارية المتقدمة التقليدية) توظف الخطوة الاضافية لغطاء الانشطار، باستخدام نيترونات الانصهار. التي تعمل كالتالي: نيترونات عالية الطاقة أو سريعة متولدة بالانصهار تستخدم لتشطر الغطاء القابل للنصهار المُغلف لمنطقة الانصهار. كان يُصنع هذا الغطاء في الماضي باستخدام اليورانيوم الطبيعي أو المنضب. ولكن أسلحة اليوم الاستثنائية في الحجم والوزن (كالاسلحة الاستراتيجية الحديثة) تستخدم اليورانيوم المتوسط إلى عالي التخصيب كمادة غطاء (انظر في الاسفل قسم الرؤؤس الحربية النووية الحرارية الاوراللويه). الانشطار السريع للغطاء الثانوي في قنابل الانشطار-الانصهار-الانشطار النووي في بعض الاحيان تعود إلى كونها مرحلة ثالثة في القنبلة، ولكن يجب أن لا تخلط مع التصميم النووي الحراري ثلاثي المرحلة المهمل، حيث انه يوجد مرحلة انصهار أخرى ثالثة كاملة.
تم إلغاء غطاء الانشطار في فترة اختبار القنبلة الذرية في الهواء الطلق وذلك لصنع ما يسمى بـ«القنابل النظيفة» (ارجو الاطلاع على ما ذُكر سابقاً)، أو لتقليل كمية الغبار الذري المتساقط من نواتج الانشطار في انفجارات هائلة بقوة كبيرة من الميغا طن. حدث ذلك غالباً عند اختبار تصاميم كبيرة جداً من القنابل ذات الثلاث مراحل مثل قنبلة القيصر والاختبار الزوني من سلسلة الاختبارات النووية كما ذكر أعلاه. كان من المفترض عند اختبار مثل تلك الأسلحة (بل كان يظهر ذلك بشكل عملي أحياناً) أن يكون غطاء اليورانيوم الطبيعي أو اليورانيوم المخصب قابل للإضافة دائماً في حال الرغبة في ذلك لأي قنبلة معطاة بدون غطاء، وذلك لزيادة الإنتاجية من مرتين إلى خمس مرات.
لا يستخدم غطاء الانشطار في الأسلحة الإشعاعية المطورة أو القنبلة النيوترونية كما سيتم مناقشتها لاحقاً.

### القنابل النيترونية
تعرف القنبلة النيترونية تقنياً بسلاح الإشعاع المكثف (بالإنجليزية: Enhanced Radiation Weapon، ويرمز لها اختصاراً بـ ERW)، وهو نوع من الأسلحة النووية التكتيكية صُمم خصيصاً لإخراج طاقة هائلة كالطاقة الإشعاعية الكبيرة. هذا يتعاكس مع الأسلحة النووية الحرارية القياسية، والتي صُممت خصيصاً لالتقاط هذه الإشعاعات النيترونية المكثفة لزيادة الحصيلة المتفجرة الشاملة. بالنسبة للحصيلة، تنتج الأسلحة الإشعاعية المكثفة حوالي عُشر ما ينتجه السلاح النووي الانشطاري، وبالرغم من قلة قوتها التفجيرية إلا أن الأسلحة الإشعاعية المكثفة تظل قادرة على إحداث دمار أكبر بمرات من الدمار الذي تحدثه القنابل التقليدية. وفي الوقت نفسه تشترك مع الأسلحة النووية الأخرى في أن الضرر يكون متركزاً على المواد الحيوية أكثر من البنية التحتية المادية، على الرغم من أن الانفجارات العنيفة والتأثيرات الحرارية لا يمكن استبعادها.
تُعرف رسمياً بأسلحة الإشعاع المكثف (ERW)، وبشكل أكثر دقة «أسلحة النتاج المكبوح». عندما يكون الناتج للأسلحة النووية أقل من واحد كيلوطن فإن نصف قطر مساحة الانفجار من مركز التفجير سيكون 700 متر (أي: 2300 قدم) وهي بذلك أقل من نظيرتها الناتجة من النيوترون الإشعاعي. وبأي حال فإن الانفجار أكبر من القوة الكافية لتدمر معظم المنشآت والتي تكون أقل مقاومة لآثار الانفجار من البشر بدون حماية واقية. يمكن النجاة من ارتفاع الضغط الناتج عن الانفجار حتى معدل 20 وحدة ضغط جوي (PSI)، في حين أن معظم المباني سوف تنهار مع ضغط 5 وحدة ضغط جوي (PSI).
غالبا يُظن أن الأسلحة صُممت لتقتل البشر وتحافظ على سلامة البنية التحتية، لكن هذه القنابل (كما ذكر سابقاً) قادرة جداً على تدمير مباني تغطي مساحة أكبر من نصف قطر الانفجار. الغرض من تصميمها كان لقتل طاقم الدبابات – حيث توفر الدبابة حماية جيدة ضد الانفجار والحرارة، والتي (تقريباً) تنجي الطاقم القريب جداً من موقع الانفجار. ومع الكتائب السوفيتية الضخمة خلال الحرب الباردة، كان هذا السلاح مثالياً لمقاومتهم فاستطاع إشعاع النيوترون فوراً أن يضعف طواقم الدبابات تقريباً بنفس المسافة التي يمكن للألغام والحرارة إضعاف إنسان من دون حماية. (اعتمادا على التصميم). أنتج هيكل الدبابة إشعاعا عالياً (مؤقتاً) لمنع إعادة استخدامها من قبل طاقم جديد.
تم مراعاة استخدام الأسلحة النيترونية لأغراض أخرى، فعلى سبيل المثال: هذه الأسلحة ذات فعالية في الدفاع ضد الأسلحة النووية- حيث تستطيع النيترونات المتدفقة إبطال القذيفة (أو السلاح) القادم في مجال يفوق الحرارة أو الانفجار. في حين أن الأسلحة النووية تقاوم التلف المادي بشدة، إلا أنه من الصعب أن تكون قوية أمام التدفق الشديد للنيوترونات.
|                 | المغيار | المحسن |
| --------------- | ------- | ------ |
| الانفجار        | 50%     | 40%    |
| الطاقة الحرارية | 35%     | 25%    |
| الإشعاع الفوري  | 5%      | 30%    |
| الإشعاع المتبقي | 10%     | 5%     |

إن كل أي ار دبليو كانت نوويات حرارية ثنائية المرحلة مع كل اليورانيوم المزال الغير ضروري لتقليل محصلة الانشطار، حيث يُنتِج النصهار النيترونات. لقد تم تطويرها في الخمسينات الميلادية من القرن العشرين، بينما نُشرت لأول مرة في فترة السبعينات بواسطة القوات الأمريكية في أوروبا، وسُحبت في فترة التسعينات الميلادية.
إن القنبلة النيترونية ملائمة فقط إذا كانت المحصلة عالية بما فيه الكفاية لاشتعال مرحلة الانصهار الفعال، وإذا كانت المحصلة منخفضة بما فيه الكفاية لحالة السماكة التي لن تمتص نيترونات كثيرة. مما يعني أن قنابل النيترونات لديها مدى محصلة من 1 إلى 10 كيلوطن مع النسبة المنشطرة التي تتفاوت بين 50% في كيلو طن واحد إلى 25% في عشرة كيلو طن (كلها تأتي من المرحلة الاولية). إن إنتاج النيوترون في كيلو طن واحد عندما يكون من 10 إلى 15 مرة لهو أكبر من سلاح الانهيار الانشطاري الخام أو رأس قذيفة استراتيجي مثل الدبليو 87 أو الدبليو88.

### اسلحة اورالوي الحرارية

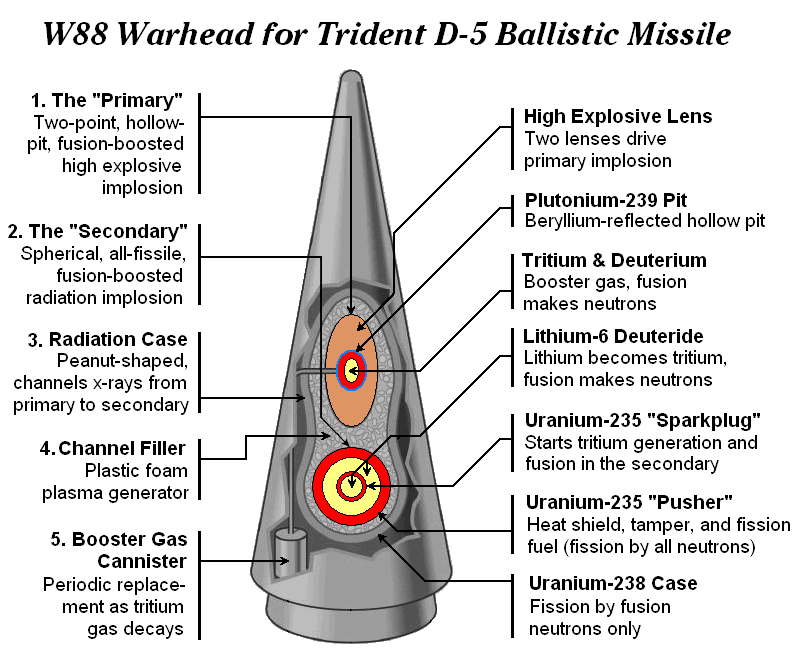
رسم لدبليو 88

وفي عام 1999 عادت الاخبار عن تصميمات الأسلحة النووية للمرة الأولى بعد عقود. أصدر المجلس الأمريكي في يناير (كانون الثاني) تقرير كوكس (كريستوفر كوكس Christopher Cox R-CA) الذي زعم أن الصين قد اكتسبت بطريقة أو بأخرى معلومات سرية (أو محظورة) من الولايات المتحدة عن أسلحة W88. بعد تسعة أشهر اتُهم ون هو لي (Wen Ho Lee)، وهو مهاجر تايواني يعمل في لوس الاموس (Los Alamos)، علنا بالتجسس واعتُقل عليه ثم خدم تسعة أشهر بالاحتجاز قبل المحاكمة المؤجلة، قبل صرف النظر عن القضية المرفوعة ضده. لم يكن من الواضح ان هناك أي تجسس في الواقع.
طوال ثمانية عشر شهراً من التغطية الإخبارية، وُصِف الرأس الحربي دبليو 88 بتفصيل غير عادي. صحيفة نيويورك تايمز طبعت الرسم التخطيطي على صفحتها الأولى. الرسم الأكثر تفصيلاً ظهر في كتاب لدان ستوبر وإيان هوفمان صدر في العام 2001 بعنوان الجاسوس المناسب- يشرحانِ فيه تداعيات قضية وِن هو لي حيثُ تم تدقيقه وعرضه بإذنٍ رسمي.
وحين تم تصميمها للاستخدام في ترايدنت الثاني دي-5 التي تطلق من غواصات الصواريخ الباليستية، دخلت دبليو 88 الخدمة في عام 1990 وكانت آخر الرؤوس الحربية المصممة لترسانة الولايات المتحدة. حيث وصفت بأنها الأكثر تقدماً، على الرغم من أن التقارير المفتوحة المطبوعة لم تُشِر إلى أي مميزات هامة في التصميم لم تكن متاحة لمصممي الولايات المتحدة في عام 1958.
يبين الرسم البياني اعلاه كافة المميزات القياسية للرؤوس الحربية للقذائف البالستية منذ عام 1960 مع اثنين من الاستثناءات والتي تعطيها انتاجية أكبر قياسا بحجمها.
- الطبقة الخارجية من الثانوية وتسمى الدافعة والتي تخدم في ثلاثة وظائف، الدرع الواقي من الحرارة، الوقود الانشطاري، العبث، مصنوع من 235-U بدلا من U-238، وبالتالي تسمى Oralloy (U-235) حرارة نووية وجود الانشطارية أكثر من القابلة للانشطار فحسب، سمح الدافعة للانشطار اسرع وبشكل كامل مما زاد في الإنتاجية. هذه الميزة متوفرة فقط للدول مع ثروة كبيرة من اليورانيوم الانشطاري. ويقدر بأن الولايات المتحدة لديها 500 طن.
- يقع الثانوي في النهاية الواسعة مخروط إعادة الدخول، حيث يمكنه ان يصبح أكبر وبالتالي أقوى. الترتيب المعتاد ان يوضَع الأثقل، ثم الأكثر كثافة في النهاية الضيقة لمزيد من استقرار الهوائي خلال إعادة الدخول من الفضاء الخارجي، وليسمح بمساحة أكبر للمواد الضخمة الأساسية في الجزء الاوسع من المخروط. (يظهر الرسم لسلاح دبليو 87 في المقالة W87 article الترتيب المعتاد.) بسبب هذا التركيب الهندسي الجديد، يستخدم دبليو 88 أوليا متفجرات مدمجة تقليدية لحفظ المساحة، [25] بدل من المعتاد، وضخم لكنه أأمن، ومتفجر عالي غير حساس (IHE). عند فتحة إعادة الدخول للمخروط قد يوجد ثقل في المقدمة للحفاظ على ثبات الهوائي.[26] الطبقات المتتالية للانصهار ومواد الانصهار في الثاني عبارة عن تطبيق لمبدأ عمل المنبه/سوليكا.

### رأس حربي بديل موثوق
المقالة الرئيسية: رأس حربي بديل موثوق
لم تنتج الولايات المتحدة أي رؤوس صواريخ نووية منذ عام 1989م، عندما اُغلق مصنع الإنتاج روكي فلانتس بقرب بولدر في ولاية كولورادو لأسباب بيئية، وبعد انتهاء الحرب الباردة بعامين تم تعطيل الخط الإنتاجي باستثناء الرقابة ووظائف الصيانة.
قدمت الإدارة الوطنية للأمن النووي، آخر خليفة للأسلحة النووية اقتراح إلى هيئة الطاقة الذرية الأمريكية، وزارة الطاقة الأمريكية بناء منشأة حفر جديدة وبدء خط الإنتاج لصنع رأس نووي جديد يسمى رأس حربي بديل موثوق. اثنين من تحسينات السلامة للرأس الحربي البديل الموثوق المعلنة ستكون بمثابة العودة إلى استخدام «المتفجرات العالية غير الحساسة التي هي أقل عرضة للانفجار العرضي بكثير»، والقضاء على «بعض المواد الخطرة، مثل ال بيريليوم، الضارة بالناس والبيئة». وبسبب تعليق الولايات المتحدة لاختبار التفجير النووي، فإن أي تصميم جديد سوف يعتمد على مفاهيم سبق اختبارها. [بحاجة لمصدر

## مختبرات تصميم السلاح
نشأت جميع الابتكارات في تصميم الاسلحة النووية المذكورة في هذه المقالة من المختبرات الثلاثة الـمُدونة أدناه. وقد قلدت مختبرات تصميم الاسلحة النووية في البلدان الأخرى هذه الابتكارات في التصميم بشكل منفرد، أو قامت بعكسها هندسياً من تحاليل التداعيات الناتجة عن الانفجار النووي، أو حصلت عليها عن طريق التجسس.

### معمل بركلي
تم عقد أول اجتماع تصنيفي لتصاميم الأسلحة النووية في منتصف عام 1942م بجامعة كاليفورنيا في بركلي وقد تم العثور على اكتشافات مهمه مبكرة من قبل مختبر لورنس بيركلي الوطني القريب. ففي في عام 1940م، مثلاً، تم إنتاج جهاز تحطيم الذرة وعزل البلوتونيوم واكتشفوا للتو الجهود السرية لصناعة اسلحة وطنية، وفي هذه الأثناء تم توظيف البروفيسور روبرت أوبنهايمر، وكان أول عمل له الدعوة لعقد مؤتمر صيف عام 1942م.
بحلول الوقت الذي نقل فيه عمله إلى مدينة لوس ألاموس، نيو مكسيكو السرية الجديدة في ربيع عام 1943، كانت المعرفة المتراكمة عن تصميم الاسلحة النووية تتكون من 5 محاضرات لبروفيسور روبرت سيربر في بيركيلي، منسوخة ومنشورة على أنها كتاب لوس ألاموس التمهيدي. تحدث الكتاب عن طاقة الانقسام، صناعة واسر النيوترون، تفاعلات النيوترون التسلسليه، الكتلة الحرجة، العبث، وما يحدث قل الانفجار، وثلاثة طرق لتركيب قنبلة: تجميع السلاح الناري، الانهيار، و «الطرق المحفزة»، الطريقة الوحيدة التي تبين أنها ذات طريق مزدود.

### مخبر لوس ألموس
في لوس ألموس، في شهر أبريل من عام 1944، لقد اكتشف العالم إميليو سيغري أن تركيب القنبلة المدفعية المقترحة باسم «الرجل النحيل» لن يعمل باستخدام عنصر بلوتونيوم لمشاكل في وحدة الكتلة الذرية الذي تسببه الشوائب الموجودة في بي يو-240. إذ أن القنبلة الانفجارية باسم «الرجل السمين» كان لها الأفضلية لأن تصبح الخيار الوحيد لإستخدام عنصر بلوتونيوم. لقد ولدت المناقشات في بيركلي احصائيات نظرية للكتلة الحرجة ولكن لم يُحسم شيء في هذا الأمر.
المهمة الرئيسية في زمن الحرب في ألموس كان الاختبار التجريبي لتحديد الكتلة الحرجة، والتي وجب عليها الانتظار حتى وصول كمية كافية من المادة الانشطارية من مصانع الإنتاج: عنصر يورانيوم من أوك ريدج، تينيسي، وعنصر بلوتونيوم من موقع هانفور في واشنطن.
عن طريق استخدام نتائج الكتلة الحرجة، قام فنيّو لوس الاموس في عام 1945م بصنع وجمع مكونات أربع قنابل وهي: قنبلة أداة تيرنيتي، والولد الصغير، والرجل المتين، وكذلك قطع غير مستخدمة لقنبلة الرجل المتين. بعد الحرب، عاد من استطاع العودة إلى أماكن التدريس في الجامعة بما في ذلك اوبنهيمر. أما الآخرون فقد بقوا وعملوا على الحفرة المجوفة والمرفوعة، وجمعوا التأثيرات لإختبارات الأسلحة مثل اختبار «مفترق الطرق» قالب:أنك «أ» و «ب» في جزيرة بيكيني عام 1946م.
كل الأفكار الرئيسية لدمج الانصهار في السلاح النووي نشأت في لوس الاموس بين عامي 1964 - 1952. بعد التقدم في الانفجار الإشعاعي لتيلر اولام عام 1951، تم التعرف على كامل التقنيات والإمكانيات لكن الأفكار لم تكن مترابطة بشكل مباشر لصنع قنابل بعيدة المدى لاستخدامات القوات الجوية.
بسبب الموقف المبدئي لاوبنهايمر في الجدل بشأن القنبلة الهيدروجينية ومعارضته للأسلحة النووية الكبيرة، وعلى افتراض انه كان لا يزال ذو تأثير على لوس الاموس رغم رحيله، قرر الحلفاء السياسيين لادوارد تيلر بأنه بحاجة لمختبر خاص من أجل متابعة عمله على القنابل الهيدروجينية. وعند افتتاح المختبر عام 1952 في ليفرمور بكاليفورنيا، أنهت لوس الاموس مهمتها التي صممت وقد صممت ليفرمور للقيام بها.

### ليفرمور
مع انتهاء العمل على المهمة الأساسية للمختبر، حاول مختبر ليفرمور إجراء تغييرات جذرية في التصاميم لكنها فشلت. فقد أخفق المختبر في أول ثلاثة تجارب نووية: ففي عام 1953 كانت تجربة لجهاز انشطاري ذو مرحلتين مفردتين ونواة هيدريد اليورانيوم، وتجربة أخرى عام 1954 لجهاز نووي حراري ذو مرحلتين حيث اشتدت الحرارة في المرحلة الثانوية قبل أوانها بسرعة لا يمكن للانفجار الإشعاعي أن يعمل في ظرفها بشكل صحيح.
انقلبت الأدوار ووافق معمل ليفرمور بأخذ الأفكار التي وضعها معمل لوس الاموس على الرف والقيام بتطويرها للخدمة العسكرية والبحرية. دفع ذلك معمل ليفرمور للتخصص في الأسلحة التكتيكية صغيرة القُطر، خاصةً الأسلحة التي تستخدم أنظمة انفجار ذات اتجاهين مثل سلاح البجعة (The Swan). أصبحت للأسلحة التكتيكية صغيرة القُطر أولوية للأسلحة الثانوية صغيرة القطر. عندما أصبح سباق التسلح للقوى العظمى سباق في الصواريخ البالستية عام 1960، كانت رؤوس صواريخ ليفرمور مفيدة أكثر من رؤوس صواريخ لوس ألاموس الكبيرة والثقيلة. استخدمت رؤوس صواريخ لوس ألالموس في أول دفعة من القذائف البالستية متوسطة المدى (بالإنجليزية: intermediate-range ballistic missiles، اختصاراَ “IRBMs”)، بينما استخدمت رؤوس صواريخ ليفرمور الصغيرة في أول دفعة من القذائف البالستية عابرة للقارات (بالإنجليزية: intercontinental ballistic missiles اختصاراً: “ICBMs”) وفي القذائف البالستية التي تطلق من الغواصات إنك|submarine-launched ballistic missiles اختصاراً "SLBMs"}}، كما استخدمت في أول دفعة صواريخ ذات أنظمة الرؤوس المتعددة 
في الفترة بين عامي 1957 و 1958، قام كلا المختبرين ببناء واختبار العديد من التصاميم مع توقعهم بأن حظر المفروض على اختبار عام 1958 قد تصبح دائمة. بحلول عام 1961 استؤنفت الاختبارات في المختبرات وأصبحت النماذج مكررة من بعضها البعض، وتم التركيز على تعيين مصممين ما زاد العبء مقارنة بتخصصات هذه المختبرات. بعض هذه التصاميم كانت متداولة ومتبادلة بين المختبرات. فعلى سبيل المثال، بدأ الرأس الحربي (دبليو 38) للصاروخ تيتان 1 كمشروع لـ ليفيرمور، ثم أُعطيَ إلى لوس ألموس لتصبح الرؤوس الحربية لصورايخ أطلس. وفي عام 1959، أُعيدت إلى ليفرمور كعملية مبادلة بالرأس الحربي W54 (Davy Crockett)، والذي بدوره انتقل من ليفرمور إلى لوس ألموس.
كانت هذه الفترة فترة الابتكار الحقيقي التي انتهت. اعتمد تصميم الرؤوس الحربية بعد عام 1960 على التغيير بحسب طبيعة النموذج، فمع كل صاروخ جديد يكون هناك رأس حربي جديد وذلك لأسباب تسويقية. شملت التغييرات الفنية الرئيسية تعبئة الصواريخ بالمزيد من اليورانيوم في الجزء الثانوي، حيث أنها أصبحت متوفرة مع استمرار تخصيب اليورانيوم القنابل ذات الإنتاجية العالية.

## تجربة المتفجرات
الاسلحة النووية صممت بشكل كبير عن طريق التجربة والخطأ، هذه التجارب عادة تتضمن اختبار الانفجارات للنماذج الأولية. في التفجيرات النووية مثلاً عدد كبير من الاحداث المنفصلة تحصل مع عدد كبير من الاحتمالات، من المجموع حتى قصير الأجل.
هذه الطاقة تتدفق لداخل غلاف الجهاز (جسم السلاح) وتحتاج إلى العديد من النماذج الرياضية المعقدة لمعرفة العدد التقريبي لهذه العمليات، وفي ظل غياب أجهزة الكمبيوتر في الخمسينيات (1950) لم تكن هناك الطاقة الكافية لإجراء هذه العمليات بشكل مناسب مع العلم انه حتى بوجود الكمبيوترات وأنظمة المحاكاة في الوقت الحالي الا انها لا تكفي.
و لذلك كان من الأسهل تصميم اسلحه واقعيه تناسب هذا الزمن من اجل تخزينها. وفي حاله نجاح هذه النماذج الأولية فانه يمكن تصنيعها كأسلحة وإنتاجها بكميات كبيرة.
كان من الصعب جداً فهم طريقة العمل أو معرفة اسباب الفشل. ولذلك قام المصممون بجمع أكبر عدد من المعلومات خلال التفجير قبل ان يقوم الجهاز بإتلاف نفسه، وبهذه المعلومات تمكنوا من تعديل التصاميم، غالباً بواسطه ادخال عوامل fudge في المعادلات لجعل نتائج المحاكاة مطابقة لنتائج التجارب. وقد قاموا أيضاً بتحليل بقايا الاسلحة لمعرفة التفاعلات النوويه الحاصله.

### أنابيب الضوء
الأداة المهمة لتحليل اختبار الأنبوب كان الضوء التشخيصي. مسبار داخل جهاز اختبار يمكن نقل المعلومات عن طريق تسخين صفيحة من المعدن إلى الاتقاد، وهو الحدث الذي يمكن أن يسجل في النهاية جدا من فترة طويلة، أنبوب مستقيم جدا.
يظهر في الصورة أدناه الجهاز الروبيان، انفجرت في 1 مارس 1954 في بيكيني، كاختبار قلعة برافو. كان لها انفجار 15 مليون طن أكبر من أي وقت مضى من قبل الولايات المتحدة. يظهر خيال رجل للمقياس. ويدعم الجهاز من الأسفل، في النهايات.
الانابيب تطلق إلى السقف. التي يبدو أنها تدعم، هي أنابيب ضوء التشخيصية. الانابيب الثمانية في النهايات اليمنى (1) أرسلت معلومات حول التفجير الابتدائي. اثنين في الوسط (2) لوحظ الوقت عندما وصل الإشعاع في النهاية البعيدة لقناة الإشعاع، والفرق بينهم (2) و (3) يكون وقت عبور الإشعاع للقناة.
من كابينة الإطلاق، تم تحويل الأنابيب بشكل أفقي واتجهت مسافة 7500 قدم (2.3 كم)، على طول الجسر المبني على الشعاب المرجانية في جزيرة بيكيني، إلى بنك جمع البيانات للتحكم عن بعد في جزيرة نامو.
في حين أن الأشعة السينية تسافر عادة بسرعة الضوء من خلال المواد ذات الكثافة المنخفضة مثل قناة الرغوة البلاستيكية المحشوة بين (2) و (3)، فإن كثافة الإشعاع من الانفجار الاولي كونت إشعاعاً غامضاً نسبياً أمام القنوات المحشوة التي تفاعلت بطريقة بطيئة وجامدة مما أخّر مرور الطاقة المشعة. في حين أن القنوات الثانوية يجري الضغط عليها بواسطة الإشعاع المستأصل، النيوترونات من المرحلة الأولية تنضم إلى الأشعة السينية، وتخترق إلى المرحلة الثانوية وتبدأ في تهيئة التريتيوم مع رد الفعل الثالث الملاحظ في القسم الأول أعلاه. هذا ليثيوم 6 + ن يتفاعل ويكون مصدر للحرارة، وتنتج 5 ملليفولت لكل حدث. الشرارة لاتزال غير مضغوطة وليست بمشكلة، لذلك لن يكون هناك انشطار أو انصهار. ولكن إذا وصلت كمية كافية من النيوترونات قبل اكتمال انهيار المرحلة الثانوية، فإن الفرق في درجة الحرارة حاسمة سيكون هناك تدهور. هذا هو السبب في فشل أول تصميم حراري نووي، جهاز مورغنسترن، تم اختباره تحت اسم قلعة كوون، 7 أبريل 1954.
هذه المشاكل في التوقيت تقاس بمعطيات أنابيب الضوء. المحاكات الحسابية الذي يجعلونها معيارا تسمى رموز تدفق الأشعة الديناميكا الحرارية، أو رموز القناة. وتستخدم لتنبؤ تأثير التعديلات في التصميم المستقبلي.
إنها ليست واضحة من السجل العام مدى نجاح أنابيب الضوء. لقد كانت غرفة رصد المعلومات بعيدا في الخلف لتكون خارج نطاق-الميل لحفرة اللغم، لكن انفجار الخمسة عشر ميغاطن، مرتين ونصف أكثر من المتوقع، خرق غرفة الرصد بتفجير بابها الذي تزن 20 طنا وخلعها من مفاصلها. (أقرب الأشخاص من الحدث كانوا أبعد بعشرون ميلا (32 كيلومتر) من الغرفة التي تضررت وكانو في غرفة رصد أخرى والتي خرجت من الحادثة سليمة. ومشاكل التوقيت هذه تقاس بمعطيات أنابيب الضوء. المحاكات الحسابية والتي يتم ضبطها تسمى رموز تدفق الأشعة الديناميكا الحرارية، أو رموز القناة. وتستخدم لتنبؤ تأثير التعديلات في التصميم المستقبلي.
وليس واضح من السجل العام مدى نجاح أنابيب الضوء. لقد كانت غرفة رصد المعلومات بعيدا في الخلف لتكون خارج نطاق-الميل لحفرة اللغم، لكن انفجار الخمسة عشر ميغاطن، كان مرتين ونصف أكثر من المتوقع، وخرق غرفة الرصد بتفجير بابها الذي يزن 20 طنا وخلعه من مفاصله. (أقرب الأشخاص من الحدث كانوا أبعد بعشرون ميلا (32 كيلومتر) من الغرفة التي تضررت وكانو في غرفة رصد أخرى والتي خرجت من الحادثة سليمة.

### الاختبار تحت الأرض
دفع القلق العالمي من التداعيات المشعة الناتجة عن الانفجارات النووية، الذي بدأ مع حادثة كاسل برافو، الاختبارات النووية تحت الأرض. حدث أخر اختبار أمريكي فوق الأرض في جزيرة جونستون المرجانية يوم 4 نوفمبر، 1962. خلال الثلاثة عقود التالية، حتى 23 سبتمبر، 1992، أجرت الولايات المتحدة 2.4 انفجارات نووية تحت الأرض (في المتوسط) كل شهر، وكان معظمها في موقع اختبار نيفادا (أن تي أس) الواقع في شمال غرب لاس فيغاس.
تغطي حفر خامدة قسم مسطح يوكا من ال (أن تي أس)، نتيجة لانهيار الأرض فوق الكهوف المشعة تحت الأرض التي تكونت بفعل الانفجارات النووية (أنظر الصورة).
بعد حد معاهدة حضر التجارب 1974 (TTBT)، والتي قيدت انفجارات تحت الأرض إلى 150 كيلو طن أو اقل، والرؤوس الحربية مثل نصف مليون طن دبليو 88 كان لابد من اختبارها تحت اقل من الإنتاجية الكاملة. بما انه لزاما ان يتفجر الابتدائي بعنف للحصول على بيانات حول الانفجار الداخلي للثانوي، فان النقص في الإنتاجية كان يجب ان يأتي من الثانوية. استبدال الكثير من ديوترايد الليثيوم 6 للوقود المنصهر مع هيدريد الليثيوم 7 قلص التريتيوم المتاح للاندماج، وبالتالي العائد النهائي، من دون تغيير ديناميت الانفجار الداخلي. بالإمكان تقييم اداء الجهاز باستخدام انابيب ضوء، واجهزة استشعار أخرى، وتحليل كتلة السلاح المحصور. ويمكن حساب العائد الكامل للأسلحة النووية المخزونة عن طريق القراءة.

## مرافق الإنتاج
عندما أصبحت الأسلحة ذات المرحلتين قياسية في أوائل 1950، عزم على تصميم سلاح تخطيط جديد، على نطاق واسع فرقت مرافق الإنتاج الأمريكية الجديدة، والعكس بالعكس.
لأن الانتخابات التمهيدية تميل إلى أن تكون ضخمة، وخاصة في القطر، البلوتونيوم هو المادة الانشطارية المختارة للحفر، مع عاكسات البريليوم. أنه يحتوي على كتلة حرجة أصغر من اليورانيوم. تم بناء شقق بالقرب من محطة روكي بولدر، كولورادو، في عام 1952 لإنتاج حفرة، وبالتالي أصبح منشأة لتصنيع البلوتونيوم والبريليوم.
قام معمل (واي-12) Y-12 plant الموجود بمدينة أوك ريدج بولاية تينيسي بتخصيب اليورانيوم بواسطة جهاز مطياف الكتلة يدعى كلوترونس (بالإنجليزية: Calutrons) لاستخدامه في مشروع مانهاتن، وتم إعادة تصميم المعمل أيضا لصنع اجهزة المرحلة الثانية. اليورانيوم-235 القابل للانشطار يشكل أفضل شمعة احتراق لكون كتلته الحرجة أكبر، خاصة في احهزة المرحلة الثانية التي صنعت في بدايات القنابل النووية الحرارية ذات الشكل الاسطواني. في التجارب الاولية تم استخدام مادتي الانشطار مع بعضهما كمزيج من بيو-أوي في التجويف وكشمعة احتراق، ولكن في حالة الإنتاج بكميات كبيرة كان من الأسهل جعل المصانع متخصصة: حيث يكون تجاويف البلوتونيوم في الاولي، وشمعات احتراق اليورانيوم والدوافع في المرحلة الثانية (الثانوي).
قام معمل (واي-12) بتصنيع وقود الاندماج ليثيوم-6 ديوترايد وأجزاء يورانيوم-238، وهما المكونان الاخران لجهاز المرحلة الثانية (للثانوي).
قام معمل سافانا ريفر الموجود بمدينة ايكن بولاية كارولينا الجنوبية والذي تم بناءه أيضا عام 1952م، قام بتشغيل مفاعلات نووية والتي كانت تقوم بتحويل اليورانيوم-238 إلى بلوتونيوم-239 للتجاويف، وتحويل ليثيوم-6 (والذي يتم انتاجه في معمل واي-12 Y-12) إلى ترايتيوم لاستخدامه في الغاز المعزز. وبما ان مفاعلات المعمل كانت تعدل باستخدام الماء الثقيل وواكسيد الديتيريوم فقد قام أيضا بصناعة الديتيروم للغاز المعزز ولمعمل واي-12 لاستخدامه في تصنيع ليثيوم-6 ديوترايد.

## الكفاءة والحجم والأمان ووزن السلاح
نسبة المتفجرات النووية المنشطرة إلى كمية المتفجرات النووية الكلية تسمى "الكفاءة".
يؤدي انشطار 50 جرامًا من  235  U إلى إطلاق قوة تفجيرية تبلغ 1 كيلو طن. باستخدام قنبلة هيروشيما ، تم انشطار حوالي 650 جم  235  U ، أي جزء صغير فقط من إجمالي 64 كجم من اليورانيوم قد انشطرت وأدت الانفجار. يتم إطلاق ما تبقى من المتفجرات النووية في الغلاف الجوي ومع النشاط الإشعاعي نواتج الانشطار ، والنشاط الإشعاعي "الثانوي" الناتج عن النيوترونات ، يشكل السقوط الإشعاعي.
لذلك تحتوي القنابل الانشطارية على أكثر من الكتلة الحرجة المراد انشطارها من أجل توليد طاقة الانفجار الكافية والمطلوبة. ومع وجود كتلة أعلى بقليل من الكتلة الحرجة ، ستكون قوة الانفجار هامشية ؛ فمثلا مع كتلة 1.05 مرة من هذا ، يمكن توقع قوة انفجار تبلغ حوالي 100 طن.
مع مبدأ برميل البندقية البسيط ، تكون الكتلة القصوى الممكنة أقل بقليل من الكتلة الحرجة المزدوجة لجزئين . يجب أن يظل نصفي الكتلة الحرجة دون الحرج قبل الانفجار لمنع الحوادث الإشعاعية والانفجار المبكر دون الخرج ، المعروف باسم الاحتراق. وبالتالي ، فإن الحجم الأقصى للقنابل الانشطارية النقية على أساس مبدأ المدفع البسيط (قنابل اليورانيوم) يكون مقيدًا بالكتلة دون الحرجة القصوى المكونة من جزئين أو ثلاثة أجزاء من المواد الانشطارية.
يمكن أيضًا دمج أكثر من ثلاثة براميل مدفع من أجل إطلاق المزيد من أجزاء الشحنة على بعضها البعض. ومع ذلك ، فإن هذا مرتبط بجهد متزايد بشكل كبير للاشتعال المتزامن لعبوات الوقود ومشكلة التزامن ، حيث يجب أن يكون الجمع بين جميع أجزاء الشحنة دقيقًا للغاية من أجل المساهمة فعليًا في زيادة القوة التفجيرية .
مع مبدأ الانفجار المنهار الداخلي ، يتم ضغط المواد الانشطارية بشكل إضافي. هذا يقلل من الكتلة الحرجة وبالتالي يمكن زيادة الحرجية وكفاءات أفضل. بالإضافة إلى ذلك ، يتم تحسين الترتيب الكروي هندسيًا. ولكن هناك أيضًا حدود ، حيث لا يمكن استخدام المتفجرات الكيميائية لأي ضغط مرغوب ويجب أن تكون الكتلة دون الحرجة موزعة مسبقًا. بالإضافة إلى ذلك ، إنها مهمة شاقة من حيث "تقنية التفجير" لتنفيذ الضغط بشكل كروي متجانس ولحظيا قدر الإمكان. بالإضافة إلى الشكل الكروي ، فقد اختبرت أيضا الأسطوانات المجوفة والأشكال الأخرى المعروفة تقنيًا.
هذه في النهاية ميزة أمان مهمة لمبدأ الانفجار الانهياري الداخلي للوقود. من أجل إحداث انفجار نووي ، يجب إشعال المادة الكيميائية المتفجرة الموجودة على غلافها الخارجي في عدد كبير من النقاط في وقت محدد بحيث تمتد مقدمة الانفجار من الخارج باتجاه الشحنة الأساسية إلى الداخل من أجل ضغطها. إذا تم تفجير الجهاز المتفجر في نقطة واحدة فقط "نتيجة لحادث" ، فإن الانفجار الكيميائي يحدث وحده وتتلوث البيئة بالمواد الانشطارية التي تنطلق وتنتشر .
نظرًا لأن واجهة الانفجار عادةً ما تكون محدبة بعيدًا عن نقطة الاشتعال ، فغالبًا ما تُستخدم طبقات من المتفجرات المختلفة بسرعات انفجار مختلفة لتشكيل جبهة الانفجار بطريقة تحقق الضغط المطلوب للمادة الانشطارية. بينما كانت الأنظمة السابقة تعتمد على الاشتعال المتزامن في جميع النقاط المحددة ، فإن الأنظمة الحديثة تتضمن انحرافات متعمدة يجب تعويضها بأوقات اشتعال مختلفة قليلاً لأجهزة الإشعال الفردية. يتم إدخال هذه الفروق الزمنية في إلكترونيات السلاح فقط من خلال الرموز المقابلة عندما يكون الاستخدام مصرحًا به (ما يسمى "ارتباط الإجراء المسموح به"). ونتيجة لذلك ، تقل مخاطر سرقة الرأس الحربي أو فقده أو استخدام الأسلحة في انتهاك للأوامر ، لأن محاولة التفجير غير السليم لا تنجح.
يتم تحديد الحجم الأقصى للسلاح بشكل أكبر من خلال المناولة العملية والتعامل مع السلامة. في الممارسة العملية ، تستخدم أسلحة الانشطار ومفجرات القنبلة الهيدروجينية معززات وكميات صغيرة من مواد الاندماج داخل الكتلة الانشطارية الحرجة. تتسبب النيوترونات المنبعثة أثناء الاندماج في حدوث انفجار "أكثر سخونة" ، وبالتالي تزداد كفاءة السلاح من خلال الاستخدام الأفضل للمواد الانشطارية. يتم تحقيق طاقات انفجار أعلى باستخدام أسلحة متعددة المراحل مثل القنابل الهيدروجينية.

## تصميم رأس صاروخ وقائي
بسبب أن رؤوس الصواريخ النووية حتى لو كان انتاجها ضعيفاً فإن لها قدرة تدميرية مذهلة، لقد أدرك مصمموا الأسلحة دائماً الحاجة لأليات مدمجة ومصحوبة بتدابير معدة لذلك لمنع أي انفجار عرضي.

### أسلحة من نوع البنادق
من الخطورة أن يكون لديك سلاح يحتوي على كمية وشكل المواد الانشطارية التي يمكن أن تشكل كتلة حرجة خلا حادثة بسيطة نسبيا. بسبب هذا الخطر، تم إدراج الوقود في ليتل بوي (أربعة أكياس من الكوردايت) في انفجار قنبلة في الطائرة، بعد وقت قصير من إقلاعها في 6 أغسطس 1945. كانت هذه هي المرة الأولى على الإطلاق أن سلاح نووي من نوع بندقية قد تم تجميعه بشكل كامل. إذا وقع السلاح في الماء، الاثر الملطف للماء قد يسبب حادث حرج، حتى من دون أن يجري السلاح تضررا ماديا. وبالمثل، يمكن لحريق ناجم عن تحطم طائرة إشعال الوقود، مع نتائج كارثية. الاسلحة من نوع البنادق كانت دائما غير آمنة بطبيعتها.

### اندماج الفجوات اثناء الطيران
لسس أحد من هذه التأثيرات متشابه والانهيار الداخلي للسلاح من خلال الانشطار الطبيعي الغير مرضي لامواد لتكوين كتلة خطيرة بدون هدسا انفجار صحيحة. على كل حال، الانهيار الداخلي المبكر للسلاح كان قريبا من الانتقاد لان الحوادث العرضية مع بعض النتائج النووية كانت مقلقة.
في 9، أغسطس، 1945، حمّل فات مان على طائرته شحنة كاملة، ولكن لاحقاً، عندما حلق في الهواء كونت الفحوة فراغاً بين الفجوة والمدك، وكان ذلك ملائماً لاستخدام اندماج الفجوات اثناء الطيران.منفذ العملية اقلع بدون مواد انشطار في القنبلة. بعض أنواع اسلحة الانهيارات الداخلية القديمة مثل «يو أس مارك 4» و «مارك 5» (بالإنجليزية: US Mark 4 و Mark 5) استخدمت هذا النظام. اندماج الفجوات اثناء الطيران لن يعمل مع الحفر المجوفة المتصلة بالمدك.

### طريقة أمان الكرة الفولاذية
كما هو موضح في الرسم البياني في الاعلى، أحد الطرق المستخدمة لتقليل حوادث التفجير المحتملة بعمل الكرات المعدنية. الكرات افرغت الحفرة: هذا منع التفجير بزيادة كثافة الحفرة الفارغة، وبالتالي تمنع الانهيار المتناظر في حالة الحادث. هذا التصميم استخدم في سلاح العشب الأخضر، وايضا يعرف سلاح الميجاطن المؤقت، الذي استخدم في سلاح النادي البنفسجي وقنابل الشمس الصفراء.

### طريقة سلسلة السلامة
بدلاً من ذلك، يمكن أن تكون حفرة «صفد» من خلال وجود جوهرها أجوف عادة مليئة بمادة خاملة مثل سلسلة معدنية رفيع، وربما المصنوعة من الكادميوم لامتصاص النيوترونات. في حين أن السلسلة في وسط الحفرة، لا يمكن ضغط حفرة في شكل مناسبة للانشطار، وعندما يكون السلاح مدعوم بالقوة المسلحة، تتم إزالة السلسلة. وبالمثل، على الرغم من أن النار الخطيرة قد تتمكن من تفجير المتفجرات، وتدمير الحفرة ونشر البلوتونيوم لتلويث البيئة المحيطة كما حدث في عدة حوادث للأسلحة، فإنه لا يمكن أن يؤدي إلى انفجار نووي.

### نقطة سلامة واحدة
في حين ان إطلاق متفجر واحد من العديد من المتفجرات لن يسبب حفرة جوفاء لتكون خطيرة، وخاصة الحفرة الجوفاء قليلة الكتلة والتي تتطلب تعزيز. أدى ادخال نظم الانفجار ذو النقطتين تلك الإمكانية والتي شكلت قلق حقيقي.
في النظام ذو النقطتين، إذا أطلق متفجر واحد، سوف ينهار نصف الحفرة كاملاً كما تم تصميمه. الشحنة شديدة الانفجار والتي تحيط بالنصف الآخر للحفرة سوف تنفجر تدريجياً من خط الاستواء باتجاه القطب المعاكس. من الناحية المثالية، هذا سوف يضغط على خط الاستواء ويضغط على نصف الكره الثاني بعيدا عن الأول، مثل معجون الأسنان في الأنبوبة. عندما يغلفها الانفجار، الانهيار الداخلي سوف ينفصل في الوقت والفراغ معا من الانهيار الداخلي لنصف الكره الأول.
الناتج شبيه الدمبل، مع كلا النهايات يصل الكثافة الأقصى عند وقت مختلف، ربما لن يصبح خطير.
لسوء الحظ لايمكن أن نصِف كيفية العمل على لوحة المخطط أو الرسم كما لايمكن استخدام حفرة لاختبار ال يو -238 بسرعة عالية باستخدام الاشعة السينية ومثل هذه التجارب عادةً مفيدة. بالنسبة للتصميم الاخير الاختبار بحاجة لمواد حقيقية. وبالتتابع ابتداء من 1957 وبعد سوان كل المختبرات أصبحت تطلق اختباراتها من مبدأ سلامة واحد.
من 25 نقطة سلامة اجريت فيها الاختبارات عامي 1957 و 1958 سبع منها سجلت رقم صفر في النشاط النووي بنجاح وثلاث سجلت نسبة عالية جدا أما الباقي فكانت النتائج غير مقبولة بين النتيجتين.الاهتمامات المعينة ب w47 لليفرمورز والتي ولدت طاقة غير متوقعة وعالية في إحدى النقاط ولمنع أي حوادث مميتة قررت ليفرمورز استخدام ميكانيكية السلامة في w47. مخططات السلامة الموصوفة كانت هي القرار.
بعد استئناف التجارب عام 1961 واستمرارها لثلاثة عقود كان هناك وقت كاف لجعل كل حاملات الصواريخ مصممة بنقطة سلامة واحدة دون الحاجة لميكانيكا السلامة.

### طريقة سلامة الأسلاك
كان أحد الرؤوس الحربية خطير بشكل خاص في ليفرمور W47، والمصمم لصاروخ الغواصة بولاريس. كان اخر اختبار قبل وقف النشاط 1958 اختبار نقطة واحدة من W47 الأولية التي كان لها مردود نووي مرتفع بشكل غير مقبول 400 رطل (180 كجم) من مادة تي ان تي أي ما يعادل (البسكويت الثاني تيتانيا). مع وقف الاختبار بالقوة لم يكن هناك وسيلة لصقل التصميم وجعله بطبيعته نقطة واحدة آمنة. وكان لوس ألاموس ابتدائي مناسب الذي كان نقطة واحدة آمنة، ولكن بدلا من مشاركة لوس ألاموس الفضل في تصميم أول رأس حربي «أس أل بي أم» (SLBM)، ليفرمور اختار لاستخدام الميكانيكية الآمنة من تلقاء نفسها الأولية كانت غير آمنة بطبيعتها. وكانت النتيجة نظام سلامة تتألف من سلك مغلف بالبورون إدراجها في حفرة مجوفة في التصنيع. كان الرأس الحربي مسلحاً عن طريق سحب السلك على بكرة مدفوعة بمحرك كهربائي. حالما يتم سحب السلك لا يمكن إعادة إدراجه. السلك لديه قابلية ليصبح هش أثناء التخزين، وللكسر أو التعثر خلال التسليح، ومنع إزالة كاملة وجعله رأس حربي لم ينفجر. [52] وتشير التقديرات إلى أن 50-75٪ من الرؤوس الحربية سوف تفشل. وهذا يتطلب إعادة بناء كاملة لهيكلية دبليو 47 التمهيدية.

### الوصلة القوية الوصلة الضعيفة
تفجير الرابط الضعيف/القوي وآلية التفجير النووي في المنطقة المحظورة هو شكل من أشكال قفل الأمان.

### وصلة العمل الاختياري
بالإضافة إلى الخطوات السابقة للتقليل من احتمالية انفجار نوووي بالخطأ، آليات القفل المشار اليها من قبل دول التحالف حيث وصلة العمل الاختياري احيانا تكون متصلة بآليات التحكم للاسلحة النووية. وصلة العمل الاختياري تعمل فقط لتجنب الاستخدام الغير مخول له للأسلحة النووية..